# Musikjahr 2025
Liste der Musikjahre

◄◄ | ◄ | 2021 | 2022 | 2023 | 2024 | Musikjahr 2025

Weitere Ereignisse
Dieser Artikel behandelt das Musikjahr 2025.

## Ereignisse

### Populäre Musik und Jazz
- 02. Januar: Die ARD-Popwellen starten mit Pop – Die Abendshow ihr gemeinsames Abendprogramm.
- 30. Januar: Beim Benefizkonzert Fire Aid zu Gunsten der Brandopfer in Südkalifornien treten u. a. Stevie Wonder, Stevie Nicks, No Doubt (mit Gwen Stefani), Earth, Wind and Fire, Billie Eilish, Billy Crystal, Rod Stewart, John Mayer, Alanis Morissette, Green Day, John Fogerty, Joni Mitchell, P!nk, Katy Perry, Red Hot Chili Peppers, Sting, Olivia Rodrigo, Lady Gaga und Stephen Stills auf.[1] Die von der Annenberg Foundation organisierte Veranstaltung sammelt Spenden für die von den anhaltenden Waldbränden in Südkalifornien Betroffenen und für die Verhütung künftiger Waldbrände in der Region.
- 02. Februar: In der Crypto.com Arena in Los Angeles findet die 67. Grammy-Verleihung statt. Beyoncé konnte bei der Verleihung ihren Rekord um 3 auf insgesamt 35 Grammy-Trophäen ausweiten. Hans Zimmer gewann für den Soundtrack zu Dune: Part Two seinen insgesamt 5. Grammy.
- 09. Februar: Im Stadion Caesars Superdome in New Orleans findet beim Super Bowl LIX die Super Bowl LIX Halftime Show statt. Dort ist US-Rapper Kendrick Lamar, der schon beim Super Bowl LVI aufgetreten war, Hauptkünstler, auch Sängerin SZA, Schauspieler Samuel L. Jackson, Produzent Mustard und Tennisstar Serena Williams treten auf.
- 14. Februar: Unter dem Titel Chefsache ESC 2025 – Wer singt für Deutschland? findet bis zum 1. März 2025 in mehreren Runden der deutsche Vorentscheid für den Eurovision Song Contest 2025 in Basel (Schweiz) statt. Als Sieger geht das Duo Abor & Tynna mit dem Titel Baller hervor.
- 25. Februar: 1,000 UK Artists veröffentlichen das Musikalbum Is This What We Want? Das Album besteht aus stillen, in Aufnahmestudios aufgenommenen Protestliedern, die gegen die Verwendung nicht lizenzierter urheberrechtlich geschützter Werke für die Ausbildung von Künstliche Intelligenz (KI) protestieren. Die Titel der Lieder bilden in deutscher Übersetzung den Satz „Die britische Regierung darf den Diebstahl von Musik nicht legalisieren, um KI-Unternehmen zu begünstigen“. Die Erlöse aus den Verkäufen gehen an die Musiker-Wohltätigkeitsorganisation Help Musicians.[2]
- 25. Februar: Die US-amerikanische Alternative-Metal-Band Disturbed startet im Ford Idaho Center in Nampa ihre The Sickness 25th Anniversary Tour.
- 01. März: Bei den BRIT Awards 2025 hat Charli xcx die meisten Auszeichnungen erhalten.
- 07. März: Die 25. Verleihung des Amadeus Austrian Music Award findet in Wien in der Marx-Halle statt.
- 22. März: Der 53. Deutsche Kleinkunstpreis wird in Mainz verliehen. In der Kategorie Chanson/Musik/Lied geht die Auszeichnung an FALK.
- 08. April: Beim Einsturz des Daches einer Diskothek in Santo Domingo, der Hauptstadt der Dominikanischen Republik, sind über 200 Menschen ums Leben gekommen. Zu diesem Zeitpunkt fand in der Diskothek ein Merengue-Konzert von Rubby Pérez statt, der ebenfalls bei dem Einsturz ums Leben kam.
- 15. April: Die schwedische Heavy-Metal-Band Ghost startet in Manchester ihre Ghost World Tour 2025.
- 15. April: Der deutsche Synthiepop-Sänger Peter Heppner startet in Stuttgart seine neunte eigenständige Solotournee Am Leben / Alive Pre-Listening-Tour.
- 16. Mai: Die Wiener Festwochen werden mit dem traditionellen Fest am Rathausplatz eröffnet, das diesmal unter dem Motto V is for LoVe steht und bei freiem Eintritt einen musikalischen Reigen von Klassik und Punk bietet. Angekündigt sind unter anderem Soap&Skin, Der Nino aus Wien, Nicole, Laurie Anderson und der Salzburger Mozartchor.
- 21. und 22. Mai: Die Music Awards Japan werden erstmals im ROHM Theater in Kyōto, Präfektur Kyōto vergeben. Die Preisverleihung wird weltweit im Fernsehen sowie auf YouTube gezeigt.
- 14. Juni: Die Popsängerin Nezza singt in Los Angeles vor einem Spiel der Los Angeles Dodgers die US-amerikanische Nationalhymne in Spanisch.
- 05. Juli: Die britische Heavy-Metal- und Hard-Rock-Band Black Sabbath gibt unter dem Motto „Back to the Beginning“ das – am 5. Februar angekündigte – letzte Konzert in Gründungsbesetzung (Ozzy Osbourne, Tony Iommi, Geezer Butler und Bill Ward). Die Show findet im Villa Park in Birmingham statt und wird von namhaften Bands (u. a. Metallica und Slayer) sowie zahlreichen Gastmusikern aus der Szene begleitet.[3] Nur 17 Tage später, am 22. Juli, stirbt Ozzy Osbourne im Alter von 76 Jahren in Birmingham an den Folgen seiner Parkinsonerkrankung.[4][5][6]

### Klassische Musik und Musiktheater
- 01. Januar: Das Neujahrskonzert der Wiener Philharmoniker 2025 findet im Wiener Musikverein statt. Die Wiener Philharmoniker werden zum siebenten Mal von Riccardo Muti dirigiert. Erstmals steht ein Werk einer Frau auf dem Programm, der Ferdinandus-Walzer von Constanze Geiger.
- 11. Februar: Die Oper Festen von Mark-Anthony Turnage auf ein Libretto von Lee Hall nach dem gleichnamigen Film von Thomas Vinterberg und Mogens Rukov wird in London uraufgeführt.
- 05. Mai: Bei der Verleihung der Pulitzer-Preis 2025 erhält Susie Ibarra für Sky Islands die Auszeichnung in der Kategorie Musik.
- 18. Juli – 31. August: In Salzburg finden die Salzburger Festspiele statt.[7] Im Rahmen der Festspiele wird der ukrainische Schriftsteller Serhij Schadan mit dem Österreichischen Staatspreis für Europäische Literatur ausgezeichnet.
- 24. Juli – 26. August: In Bayreuth finden die Bayreuther Festspiele statt.[8] Nach dem Festspiel Open Air am 24. August wird am 25. August zur Eröffnung Richard Wagners Oper Die Meistersinger von Nürnberg gegeben. Es dirigiert Daniele Gatti.[9]
- Simon Rattle, der Chefdirigent des Symphonieorchesters des Bayerischen Rundfunks, erhält den diesjährigen Ernst von Siemens Musikpreis.

### Film und Fernsehen
- 05. Januar: Im Beverly Hilton Hotel in Beverly Hills erfolgt die 82. Golden-Globe-Verleihung. Für die beste Filmmusik werden Trent Reznor und Atticus Ross für die Filmmusik im Film Challengers – Rivalen (Challengers) ausgezeichnet. Bester Filmsong wird El Mal aus Emilia Pérez mit Musik und Text von Clément Ducol, Camille und Jacques Audiard.
- 20. Januar: Eröffnung des 46. Filmfestivals Max Ophüls Preis, das bis 26. Januar geht. In der Kategorie Beste Filmmusik wird HVOB sowie Nicola von Leffern und Jakob Carl Sauer (Regie) für To Close Your Eyes and See Fire ausgezeichnet.
- 28. Februar: Der Film Emilia Pérez von Jacques Audiard gewinnt sieben Preise bei der César-Verleihung, darunter Bester Film, Beste Regie und Beste Filmmusik.
- 02. März: Bei der Oscarverleihung 2025 wird Daniel Blumberg für Der Brutalist (The Brutalist) in der Kategorie Beste Filmmusik ausgezeichnet.
- 21. März: Im Bâtiment des Forces Motrices in Genf werden die Schweizer Filmpreise verliehen. In der Kategorie Beste Filmmusik siegt Marcel Vaid für die Musik zum Film Les paradis de Diane.
- 09. Mai: Im Theater am Potsdamer Platz in Berlin wird der Deutscher Filmpreis vergeben. In der Kategorie Beste Filmmusik siegt Dascha Dauenhauer für die Musik zum Film Islands.
- 02. Juni: Der ARD Abend – Radio für alle wird erstmals ausgestrahlt.
- 12. Juni: Der Österreichische Filmpreis 2025 wird durch die Akademie des Österreichischen Films in den HQ7 Studios in Wien vergeben. In der Kategorie Beste Musik siegt Bernhard Fleischmann für die Musik im Film Mit einem Tiger schlafen.
- BanG Dream! Ave Mujica – japanische Anime-Fernsehserie
- Brother Verses Brother – Musik-/Musicalkomödie von Ari Gold
- California Schemin’ – Musikfilm von James McAvoy über das schottische Rap-Duo Silibil 'N Brains
- Colorful Stage! The Movie: A Miku Who Can’t Sing – japanischer Anime-Film, der auf dem Handyspiel Hatsune Miku: Colorful Stage! (entwickelt von Colorful Palette und Sega) basiert
- Endlich unsterblich – deutscher Dokumentarfilm von Vera Brückner über die deutsche Indie-Pop-Band Florian Paul und die Kapelle der letzten Hoffnung
- It’s Never Over, Jeff Buckley – US-amerikanischer Dokumentarfilm von Amy Berg über den Musiker Jeff Buckley
- Köln 75 – deutsch-polnisch-belgischer Spielfilm von Ido Fluk über die Kölner Musikproduzentin und Konzertveranstalterin Vera Brandes und das Köln Concert von Keith Jarrett
- KPop Demon Hunters – US-amerikanischer Animationsfilm von Sony Pictures Animation über die fiktive K-Pop-Girlgroup Huntr/x
- Nur für einen Tag – französischer Spielfilm von Amélie Bonnin
- Plankton: Der Film – US-amerikanische Musical-Komödie, basierend auf der Fernsehserie SpongeBob Schwammkopf
- Rave On – Filmdrama von Nikias Chryssos und Viktor Jakovleski, das in der Berliner Technoszene spielt
- Sly Lives! (aka The Burden of Black Genius) – US-amerikanischer Dokumentarfilm von Amir „Questlove“ Thompson über die erfolgreiche afroamerikanische Funk-Band Sly & the Family Stone
- Uma baleia pode ser dilacerada como uma escola de samba – brasilianischer Experimentalfilm von Marina Meliande und Felipe M. Bragança, der im Umfeld einer Sambaschule des Karnevals in Rio de Janeiro spielt

## Musikpreise und Ehrungen

### Musikwettbewerbe und Castingshows
Eurovision Song Contest
1. JJ: Wasted Love
2. Yuval Raphael: New Day Will Rise
3. Tommy Cash: Espresso Macchiato
4. KAJ: Bara bada bastu
5. Lucio Corsi: Volevo essere un duro

## Gedenk- und Jahrestage
- 04. Februar: 100. Geburtstag der Pianistin Jutta Hipp
- 11. März: 75. Geburtstag des Sängers Bobby McFerrin
- 13. März: 100. Geburtstag des Schlagzeugers Roy Haynes
- 26. März: 100. Geburtstag des Holzbläsers James Moody
- 11. April: 100. Geburtstag des Saxophonisten Emil Mangelsdorff
- 14. April: 100. Geburtstag des Saxophonisten Gene Ammons
- 06. Juli: 100. Geburtstag des Saxophonisten Zoot Sims
- 17. Juli: 100. Geburtstag des Sängers Jimmy Scott
- 15. August: 100. Geburtstag des Pianisten Oscar Peterson
- 16. August: 100. Geburtstag des Pianisten Mal Waldron
- 13. September: 100. Geburtstag des Sängers Mel Tormé
- 05. Oktober: 100. Geburtstag des Trompeters Bill Dixon
- 20. November: 100. Geburtstag der Sängerin June Christy

## Gründungen und Auflösungen

### Gründungen
- KiiiKiii – südkoreanische Girlgroup
- The Velvet Sundown – virtuelle Band
- USPEER – südkoreanische Girlgroup

### Auflösungen
- Rosenstolz – deutsches Musikduo aus Berlin
- KAT-TUN – japanische Boygroup
- Tokio – japanische Boygroup

## Neuveröffentlichungen (Auswahl)

### Lieder und Kompositionen
| Lied                          | Text | Musik | Erstinterpret                  | Label                                       | Veröffentlichung | Genre                               | Album                                        | Weitere Informationen                            |
| ----------------------------- | --- | --- | ------------------------------ | ------------------------------------------- | ---------------- | ----------------------------------- | -------------------------------------------- | ------------------------------------------------ |
| 100% verliebt                 | Christoph Cronauer, Daniel Cronauer, Vanessa Mai, Matthias Zürkler                                                                             | Christoph Cronauer, Daniel Cronauer, Vanessa Mai, Matthias Zürkler                                                                             | Vanessa Mai                    |                                             | 27. Juni 2025    | Pop-Schlager                        |                                              |                                                  |
| Akon                          | Jules Kalmbacher, Manuel Mayer, Jacek Savic, Jens Schneider                                                                                    | Jules Kalmbacher, Manuel Mayer, Jacek Savic, Jens Schneider                                                                                    | Jazeek                         | Ninetynie Music                             | 28. März 2025    | Contemporary R&B, Deutscher Hip-Hop | Most Valuable Player                         |                                                  |
| Anomalie                      | Joschka Bender, Madeline Juno, Wieland Stahnecker, Tom Ulrichs                                                                                 | Joschka Bender, Madeline Juno, Wieland Stahnecker, Tom Ulrichs                                                                                 | Madeline Juno                  |                                             | 14. Februar 2025 | Pop                                 |                                              |                                                  |
| Asteromata                    | Arcade | Arcade, Klavdia | Klavdia                        | Panik Records                               | 31. Januar 2025  | Pop                                 |                                              |                                                  |
| Atzen & Barbies               | Barbara Davidavičius, Giuseppe Di Agosta, August Diederich, Lars Hammerstein, Sergen Horoz, David Kraft, Samuel Wernik, Tim Wilke              | Barbara Davidavičius, Giuseppe Di Agosta, August Diederich, Lars Hammerstein, Sergen Horoz, David Kraft, Samuel Wernik, Tim Wilke              | Shirin David feat. Ski Aggu    | Juicy Money Records                         | 9. Januar 2025   | Deutscher Hip-Hop                   | Schlau aber blond                            |                                                  |
| Bad Bunnie$                   | Zsá Zsá Bürkle, Jan Olthoff | Zsá Zsá Bürkle, Jan Olthoff | Zsá Zsá                        | 0909 Future Club                            | 2. Mai 2025      | Deutscher Hip-Hop, Hyperpop, Trap   |                                              |                                                  |
| Baller                        | Attila Bornemisza, Tünde Bornemisza, Alexander Hauer                                                                                           | Attila Bornemisza, Tünde Bornemisza, Alexander Hauer                                                                                           | Abor & Tynna                   |                                             | 24. Januar 2025  | Elektropop                          | Bittersüß                                    |                                                  |
| Balorda nostalgia             | Olly, Jvli, Pierfrancesco Pasini | Olly, Jvli, Pierfrancesco Pasini | Olly                           | Epic Records                                | 12. Februar 2025 | Pop                                 | Tutta vita                                   |                                                  |
| Bara bada bastu               | KAJ sowie Anderz Wrethov, Kristoffer Strandberg und Robert Skowronski                                                                          | KAJ sowie Anderz Wrethov, Kristoffer Strandberg und Robert Skowronski                                                                          | KAJ                            | Warner Music Sweden                         | 21. Februar 2025 | Epadunk                             |                                              |                                                  |
| Bird of Pray                  | Walentyn Leschtschynskyj | Walentyn Leschtschynskyj, Danyjil Leschtschynskyj, Fedir Chodakow                                                                              | Ziferblat                      | Geisha Ninja Samurai                        | 24. Januar 2025  | Rock                                |                                              |                                                  |
| C’est la vie                  | Arno Krabman, Claude Kiambe, Joren van der Voort, Léon Paul Palmen                                                                             | Arno Krabman, Claude Kiambe, Joren van der Voort, Léon Paul Palmen                                                                             | Claude Kiambe                  | Cloud 9 Recordings                          | 27. Februar 2025 | Pop                                 |                                              |                                                  |
| Deslocado                     | João Guilherme Gomes, João Lourenço Gomes, João Rodrigues, Diogo Góis, Francisco Sousa, André Santos                                           | João Guilherme Gomes, João Lourenço Gomes, João Rodrigues, Diogo Góis, Francisco Sousa, André Santos                                           | NAPA                           | Universal Music Portugal                    | 10. März 2025    | Indie-Pop                           |                                              |                                                  |
| Easy Lover                    | Miley Cyrus, Omer Fedi, Michael Pollack, Ryan Tedder                                                                                           | Miley Cyrus, Omer Fedi, Michael Pollack, Ryan Tedder                                                                                           | Miley Cyrus                    | Columbia Records                            | 30. Mai 2025     | Pop-Rock, Softrock                  | Something Beautiful                          |                                                  |
| End of the World              | Miley Cyrus, Shawn Everett, Gregory Hein, Alec O’Hanley, Michael Pollack, Jonathan Rado, Molly Rankin                                          | Miley Cyrus, Shawn Everett, Gregory Hein, Alec O’Hanley, Michael Pollack, Jonathan Rado, Molly Rankin                                          | Miley Cyrus                    | Columbia Records                            | 4. April 2025    | Pop                                 |                                              |                                                  |
| Ende                          | Flo August, Olly Burden, Blush Davis, Nina Kaiser, David Sprecher                                                                              | Flo August, Olly Burden, Blush Davis, Nina Kaiser, David Sprecher                                                                              | Nina Chuba                     | Jive Records                                | 28. Februar 2025 | Deutscher Hip-Hop, Pop              |                                              |                                                  |
| Ficka                         | Jan Bednorz, Manuel Mayer, Konstantin Scherer, Sarah Terenzi-Fischer                                                                           | Jan Bednorz, Manuel Mayer, Konstantin Scherer, Sarah Terenzi-Fischer                                                                           | Sarah Connor                   | Polydor                                     | 10. April 2025   | Pop                                 |                                              |                                                  |
| Freedom                       | Buka Kartozia | Keti Gabisiani | Mariam Schengelia              | Universal Music Dänemark                    | 17. März 2025    | Pop                                 |                                              |                                                  |
| Fuck Marry Kill               | Joschka Bender, Wanja Bierbaum, Madeline Juno, Wieland Stahnecker                                                                              | Joschka Bender, Wanja Bierbaum, Madeline Juno, Wieland Stahnecker                                                                              | Madeline Juno                  |                                             | 2. Mai 2025      | Pop                                 |                                              |                                                  |
| Ich komme                     | Christel Martina Roosberg, Jori Roosberg | Christel Martina Roosberg, Jori Roosberg | Erika Vikman                   | Mökkitie Records, Warner Music              | 16. Januar 2025  | Pop                                 |                                              |                                                  |
| Hab ich dir je gesagt…        | Joschka Bender, Wanja Bierbaum, Madeline Juno, Wieland Stahnecker                                                                              | Joschka Bender, Wanja Bierbaum, Madeline Juno, Wieland Stahnecker                                                                              | Madeline Juno                  |                                             | 4. April 2025    | Pop                                 |                                              |                                                  |
| Hallucination                 | Sissal Johanna Nordberg Niclasen, Malthe Johansen, Line Spangsberg, Chris Chordz, Marcus Winther-John, Melanie Wehbe, Linnea Deb               | Sissal Johanna Nordberg Niclasen, Malthe Johansen, Line Spangsberg, Chris Chordz, Marcus Winther-John, Melanie Wehbe, Linnea Deb               | Sissal                         | The Arrangement, Virgin Music Group Denmark | 6. Februar 2025  |                                     |                                              |                                                  |
| How Much Time Do We Have Left | Klemen Slakonja | Klemen Slakonja | Klemen Slakonja                | Universal Music Slowenien, Polen            | 1. Februar 2025  | Pop                                 |                                              |                                                  |
| Killkiss                      | Diggy-MO' | Diggy-MO', Daisuke Hasegawa | Ave Mujica                     | Bushiroad Music                             | 15. Januar 2025  | Symphonic Metal, Anison             | Completeness                                 | Musikalischer Vorspann zu BanG Dream! Ave Mujica |
| Kiss Kiss Goodbye             | Adam Pavlovčin, George Masters-Clark, Lorenzo Calvo, Ronald Janeček                                                                            | Adam Pavlovčin, Adriano Lopes Da Silva, Ińes Coulon, Michaela Charvátová                                                                       | Adonxs                         | Warner Music Tschechien                     | 7. März 2025     | Pop                                 |                                              |                                                  |
| Laika Party                   | Henrik Østlund, Larissa Tormey, Truls Marius Aarra, Erlend Guttulsrud Kristiansen, Emmy Kristine Guttulsrud Kristiansen                        | Henrik Østlund, Larissa Tormey, Truls Marius Aarra, Erlend Guttulsrud Kristiansen, Emmy Kristine Guttulsrud Kristiansen                        | Emmy                           | Ada Nordic, Warner Music                    | 20. Januar 2025  | Pop                                 |                                              |                                                  |
| Lighter                       | Kyle Alessandro, Adam Woods | Kyle Alessandro, Adam Woods | Kyle Alessandro                | Warner Music                                | 24. Januar 2025  | Pop                                 |                                              |                                                  |
| LiLiLiebe                     | Mya Audrey, Madeline Juno, Maria Mummert, Antonia Rug                                                                                          | Mya Audrey, Madeline Juno, Maria Mummert, Antonia Rug                                                                                          | Mieze Katz feat. Madeline Juno |                                             | 17. April 2025   | Dance-Pop                           |                                              |                                                  |
| Maman                         | Louane, Tristan Salvati | Louane, Tristan Salvati | Louane                         | Island Def Jam                              | 15. März 2025    | Pop, Ballade                        |                                              |                                                  |
| Mediocre                      | Joschka Bender, Wanja Bierbaum, Madeline Juno, Wieland Stahnecker                                                                              | Joschka Bender, Wanja Bierbaum, Madeline Juno, Wieland Stahnecker                                                                              | Madeline Juno                  | Embassy of Music                            | 4. Juni 2025     | Pop                                 |                                              |                                                  |
| Mila                          | Dušan Bačić | Dušan Bačić | Princ                          | RTS                                         | 27. Januar 2025  | Pop                                 |                                              |                                                  |
| Milkshake Man                 | Amy Sheppard, George Sheppard, Jason Bovino, Marty Zambotto                                                                                    | Amy Sheppard, George Sheppard, Jason Bovino, Marty Zambotto                                                                                    | Go-Jo                          | Chugg Music, Rix Records                    | 25. Februar 2025 | Novelty Song                        |                                              |                                                  |
| Mona Lisa Motion              | Aykut Anhan, Hasan Cankurt, Zahide Kayaci, Dejan Knoth, Matthias Llerena, Luca Saint, Soyhan Turhan, Shayan Vessal                             | Aykut Anhan, Hasan Cankurt, Zahide Kayaci, Dejan Knoth, Matthias Llerena, Luca Saint, Soyhan Turhan, Shayan Vessal                             | Zah1de                         | Ventura Records                             | 20. Februar 2025 | Deutscher Hip-Hop                   |                                              |                                                  |
| New Day Will Rise             | Keren Peles, Tamir Hitman | Keren Peles | Yuval Raphael                  | KAN, Keshet Media Group, D-Music            | 9. März 2025     | Pop                                 |                                              |                                                  |
| Ordinary                      | Mags Duval, Alexander Hughes, Cal Shapiro, Adam Yaron                                                                                          | Mags Duval, Alexander Hughes, Cal Shapiro, Adam Yaron                                                                                          | Alex Warren                    | Atlantic Records                            | 7. Februar 2025  | Pop                                 |                                              |                                                  |
| Poison Cake                   | Emma Gale, Ben Pyne | Emma Gale, Ben Pyne, Bas Wissink, Marko Bošnjak                                                                                                | Marko Bošnjak                  | Aquarius Records                            | 10. Januar 2025  | Pop                                 |                                              |                                                  |
| Rambo Zambo (Was is Bubatz?)  | Stefan Raab | Stefan Raab | Stefan Raab feat. Fritze Merz  | Eigenverlag                                 | 1. Februar 2025  | Techno, Electropop, Pop             |                                              |                                                  |
| Reservetank                   | Joschka Bender, Wanja Bierbaum, Madeline Juno, Wieland Stahnecker                                                                              | Joschka Bender, Wanja Bierbaum, Madeline Juno, Wieland Stahnecker                                                                              | Madeline Juno                  |                                             | 24. Januar 2025  | Pop                                 |                                              |                                                  |
| Róa                           | Hálfdán Helgi Matthíasson, Ingi Þór Garðarsson, Matthías Davíð Matthíasson                                                                     | Hálfdán Helgi Matthíasson, Ingi Þór Garðarsson, Matthías Davíð Matthíasson                                                                     | Væb                            |                                             | 17. Januar 2025  | Pop                                 |                                              |                                                  |
| Run with U                    | Asəf Mişiyev | Asəf Mişiyev, Roman Zilyanev | Mamagama                       | İctimai, Beat Music                         | 20. Februar 2025 | Pop                                 |                                              |                                                  |
| Satanized                     | Tobias Forge, Salem Al Fakir, Vincent Pontare                                                                                                  | Tobias Forge, Salem Al Fakir, Vincent Pontare                                                                                                  | Ghost                          | Spinefarm Records                           | 5. März 2025     | Heavy Metal                         |                                              |                                                  |
| Schlimmster Mensch der Welt   | Joschka Bender, Wanja Bierbaum, Madeline Juno, Wieland Stahnecker, Tom Ulrichs                                                                 | Joschka Bender, Wanja Bierbaum, Madeline Juno, Wieland Stahnecker, Tom Ulrichs                                                                 | Madeline Juno                  |                                             | 23. Mai 2025     | Pop                                 |                                              |                                                  |
| Serving                       | Benjamin Schmid, Matt Muxu Mercieca, Miriana Conte, Sarah Evelyn Fullerton                                                                     | Benjamin Schmid, Matt Muxu Mercieca, Miriana Conte, Sarah Evelyn Fullerton                                                                     | Miriana Conte                  | Manifester Music                            | 10. Januar 2025  | Pop                                 |                                              |                                                  |
| Shabab(e)s im VIP             | Can Bayram, Yueksal Ceren, Paul Speckmann | Can Bayram, Yueksal Ceren, Paul Speckmann | Pashanim feat. Ceren           | Urban Records                               | 30. April 2025   | Deutscher Hip-Hop, Elektropop       | Grünewürfelflow                              |                                                  |
| Shh                           | Elke Tiel | Dimitris Kontopoulos, Elsie Bay, Lasse Nymann, Linda Dale                                                                                      | Theo Evan                      | K2id Productions                            | 27. Februar 2025 | Pop                                 |                                              |                                                  |
| Show Me Love                  | Jeremy Chacon, Jonas Kalisch, Henrik Meinke, Sanele Sydow, Alexsej Vlasenko                                                                    | Jeremy Chacon, Jonas Kalisch, Henrik Meinke, Sanele Sydow, Alexsej Vlasenko                                                                    | WizTheMc feat. Bees & Honey    | Bamboo Artists                              | 7. February 2025 | Hip-Hop                             |                                              |                                                  |
| Sorry Sorry                   | Christoph Cronauer, Daniel Cronauer, Vanessa Mai, Matthias Zürkler                                                                             | Christoph Cronauer, Daniel Cronauer, Vanessa Mai, Matthias Zürkler                                                                             | Vanessa Mai                    |                                             | 11. April 2025   | Pop-Schlager                        |                                              |                                                  |
| Strobe Lights                 | Astrid Roelants, Billie Simonne Lea Bentein, Seppe Guido Yvonne Herreman, Willem Vanderstichele                                                | Astrid Roelants, Billie Simonne Lea Bentein, Seppe Guido Yvonne Herreman, Willem Vanderstichele                                                | Red Sebastian                  | Cnr Records                                 | 25. Januar 2025  | Pop                                 |                                              |                                                  |
| Survivor                      | Alex Wilke, Armen Paul, Benji Alasu, Eva Voskanjan, Jon Aljidi, Joshua Curran, Martin Mooradian, Pargew Wardanjan, Peter Boström, Thomas G:son | Alex Wilke, Armen Paul, Benji Alasu, Eva Voskanjan, Jon Aljidi, Joshua Curran, Martin Mooradian, Pargew Wardanjan, Peter Boström, Thomas G:son | PARG                           | M. A Records                                | 21. März 2025    | Pop                                 |                                              |                                                  |
| Take My Mind                  | Jeremy Chacon, Jonas Kalisch, Henrik Meinke, Sanele Sydow, Alexsej Vlasenko                                                                    | Jeremy Chacon, Jonas Kalisch, Henrik Meinke, Sanele Sydow, Alexsej Vlasenko                                                                    | WizTheMc feat. Bees & Honey    | Bamboo Artists                              | 4. Juli 2025     | Hip-Hop                             |                                              |                                                  |
| Tau mich auf                  | Julia Bergen, David Bonk, Moritz Dauner, Jonas Kraft, Aaron Lovac, Zartmann                                                                    | Julia Bergen, David Bonk, Moritz Dauner, Jonas Kraft, Aaron Lovac, Zartmann                                                                    | Zartmann                       | Sony Music Entertainment                    | 31. Januar 2025  | Pop                                 |                                              |                                                  |
| Tavo akys                     | Lukas Radzevičius | Lukas Radzevičius | Katarsis                       | Žiauru/Universal Music                      | 31. Januar 2025  | Alternative Rock, Post-Punk         |                                              |                                                  |
| Tutta l’Italia                | Andrea Bonomo, Edwyn Roberts Clark, Gabry Ponte                                                                                                | Andrea Bonomo, Edwyn Roberts Clark, Gabry Ponte                                                                                                | Gabry Ponte                    | Warner Music Italien                        | 31. Januar 2025  | Pop                                 |                                              |                                                  |
| Twilight Zone                 | Ariana Grande | Ariana Grande, Max Martin, Ilya Salmanzadeh | Ariana Grande                  | Republic Records                            | 8. April 2025    | Pop                                 | Eternal Sunshine Deluxe: Brighter Days Ahead |                                                  |
| Unshatter                     | Emily Armstrong, Colin Brittain, Brad Delson, Dave Farrell, Joe Hahn, Mike Shinoda, Jake Torry                                                 | Emily Armstrong, Colin Brittain, Brad Delson, Dave Farrell, Joe Hahn, Mike Shinoda, Jake Torry                                                 | Linkin Park                    | Warner Music                                | 25. April 2025   | Alternative Rock, Nu Metal          |                                              |                                                  |
| Unsicher                      | Flo August, Nina Kaiser | Flo August, Nina Kaiser | Nina Chuba                     | Jive Records                                | 4. April 2025    | Deutscher Hip-Hop, Pop              |                                              |                                                  |
| Up from the Bottom            | Emily Armstrong, Colin Brittain, Brad Delson, Dave Farrell, Joe Hahn, Mike Shinoda                                                             | Emily Armstrong, Colin Brittain, Brad Delson, Dave Farrell, Joe Hahn, Mike Shinoda                                                             | Linkin Park                    | Warner Music                                | 27. März 2025    | Alternative Rock, Nu Metal          |                                              |                                                  |
| Volevo essere un duro         | Lucio Corsi, Tommaso Ottomano | Lucio Corsi, Tommaso Ottomano | Lucio Corsi                    | Sugar Music                                 | 12. Februar 2025 | Rock                                |                                              |                                                  |
| Von London nach New York      | Christoph Cronauer, Daniel Cronauer, Vanessa Mai, Matthias Zürkler                                                                             | Christoph Cronauer, Daniel Cronauer, Vanessa Mai, Matthias Zürkler                                                                             | Vanessa Mai                    |                                             | 31. Januar 2025  | Pop-Schlager                        |                                              |                                                  |
| Voyage                        | Zoë Më, Emily Middlemas, Tom Oehler | Zoë Më, Emily Middlemas, Tom Oehler | Zoë Më                         | Manifester Music, Warner Music Deutschland  | 20. Januar 2025  | Pop                                 |                                              |                                                  |
| Wasted Love                   | JJ, Teodora Špirić | JJ, Teodora Špirić | JJ                             | Warner Music                                | 6. März 2025     | Operatic Pop                        |                                              |                                                  |
| Weiß wie Schnee               | Justin Balk, Rupert Keplinger, Sotiria Schenk                                                                                                  | Justin Balk, Rupert Keplinger, Sotiria Schenk                                                                                                  | Sotiria feat. Peter Heppner    |                                             | 17. Januar 2025  | Dark Pop, Symphonic Metal           |                                              |                                                  |
| Wenn du dumm bist             | FiNCH, Tom Hengelbrock, Karo Schrader, Dirty Dasmo, Mania & Aside                                                                              | FiNCH, Tom Hengelbrock, Karo Schrader, Dirty Dasmo, Mania & Aside                                                                              | Finch                          | Chapter One, Walk This Way Records          | 24. Januar 2025  | Hip-Hop                             | Schluss mit lustig                           |                                                  |
| What the Hell Just Happened?  | Charlotte Steele, Holly-Anne Hull, Julie Aagaard, Lauren Byrne, Thomas Stengaard                                                               | Lauren Byrne, Holly-Anne Hull, Charlotte Steele, Thomas Stengaard, Julie Aagaard, Tom Hollings, Sam Brennan, Kes Kamara                        | Remember Monday                | Nothing Nice to Say                         | 7. März 2025     | Pop                                 |                                              |                                                  |
| What You Meant to Me          | Madeline Juno, Tillmann Loch, Berre Vandenbussche                                                                                              | Madeline Juno, Tillmann Loch, Berre Vandenbussche                                                                                              | Berre feat. Madeline Juno      |                                             | 21. März 2025    | Pop                                 |                                              |                                                  |
| Wie?                          | Elif Akar, Berken Dogan | Elif Akar, Berken Dogan | Ayliva                         | Whiteheart Records                          | 20. Februar 2025 | Pop                                 |                                              |                                                  |

### Alben
| Album                                                                                   | Interpret                                                          | Label                                     | Veröffentlichung | Genre                                                        | Weitere Informationen        |
| --------------------------------------------------------------------------------------- | ------------------------------------------------------------------ | ----------------------------------------- | ---------------- | ------------------------------------------------------------ | ---------------------------- |
| A Paradise in the Hold                                                                  | Yazz Ahmed                                                         | Night Time Stories                        | 2025             | Jazz, Weltmusik                                              |                              |
| About Ghosts                                                                            | Mary Halvorson                                                     | Nonesuch Records                          | 13. Juni 2025    | Jazz                                                         |                              |
| Allt större Klarhet                                                                     | Alberto Pintons Relentness                                         | Moserobie                                 | 2. Mai 2025      | Jazz                                                         |                              |
| Altitude 1100 Meters                                                                    | Satoko Fujii GEN                                                   | Libra Records                             | 2025             | Jazz                                                         |                              |
| Anomalie, Pt. 1                                                                         | Madeline Juno                                                      | Embassy of Music                          | 13. Juni 2025    | Pop                                                          |                              |
| Apple Cores                                                                             | James Brandon Lewis Trio                                           | Anti Records                              | 2025             | Jazz                                                         |                              |
| Armageddon Flower                                                                       | Ivo Perelman und Matthew Shipp String Trio                         | TAO Forms                                 | 20. Juni 2025    | Jazz, Neue Improvisationsmusik                               |                              |
| Aspiral                                                                                 | Epica                                                              | Nuclear Blast                             | 11. April 2025   | Symphonic Metal                                              |                              |
| Awakening Nature from Her Dream                                                         | Mars Williams und Vasco Trilla                                     | Not Two Records                           | 24. Januar 2025  | Jazz, Neue Improvisationsmusik                               |                              |
| Being-a-Ning                                                                            | Silke Eberhard Trio mit Jan Roder und Kay Lübke                    | Intakt Records                            | 14. März 2025    | Jazz                                                         |                              |
| Belonging                                                                               | Branford Marsalis Quartet                                          | Blue Note Records                         | 2025             | Jazz                                                         |                              |
| Blood Dynasty                                                                           | Arch Enemy                                                         | Century Media                             | 28. März 2025    | Melodic Death Metal                                          |                              |
| Clone Row                                                                               | Ches Smith                                                         | Otherly Love                              | 6. Juni 2025     | Jazz, Neue Improvisationsmusik                               |                              |
| Completeness                                                                            | Ave Mujica                                                         | Bushiroad Music                           | 23. April 2025   | Symphonic Metal, Anison                                      | fiktive Symphonic-Metal-Band |
| Country!                                                                                | Hardy                                                              | Big Loud                                  | 2. Mai 2025      | Country                                                      |                              |
| Debí tirar más fotos                                                                    | Bad Bunny                                                          | Rimas Entertainment                       | 5. Januar 2025   | Reggaeton, Plena, Salsa, Jíbaro                              |                              |
| Defiant Life                                                                            | Vijay Iyer und Wadada Leo Smith                                    | ECM Records                               | 21. März 2025    | Jazz                                                         |                              |
| Downhill from Here                                                                      | Gilad Hekselman                                                    | Diggers Factory                           | 17. Januar 2025  | Jazz                                                         |                              |
| Dødssang                                                                                | Nortt                                                              | Avantgarde Music                          | 28. März 2025    | Black Doom, Depressive Black Metal, Funeral Doom             |                              |
| Dream a Dream                                                                           | Satoko Fujii Tokyo Trio                                            | Libra                                     | 2025             | Jazz                                                         |                              |
| Eiszeit                                                                                 | Heldmaschine                                                       | MP Records                                | 14. März 2025    | Neue Deutsche Härte                                          |                              |
| Even in Arcadia                                                                         | Sleep Token                                                        | RCA Records                               | 9. Mai 2025      | Alternative Metal, Progressive Metal, Post-Metal, Indie-Rock |                              |
| Every Day: All the Way                                                                  | Larry Ochs, Joe Morris und Charles Downs                           | ESP-Disk                                  | 11. April 2025   | Jazz, Neue Improvisationsmusik                               |                              |
| Flashing Spirits                                                                        | Cecil Taylor                                                       | Burning Ambulance Records                 | 11. Juli 2025    | Jazz                                                         |                              |
| Follow a Very Heavy Person, First Visit to the Audio Equivalent of a Graphic Novel      | Sergio Armaroli Quintet                                            | ezz-thetics                               | 17. Januar 2025  | Jazz, Neue Improvisationsmusik                               |                              |
| For These Streets                                                                       | Adam O’Farrill                                                     | Out Of Your Head Records                  | 28. März 2025    | Jazz                                                         |                              |
| Freaks                                                                                  | Deine Cousine                                                      | Attacke Records                           | 9. Mai 2025      | Punkrock, Alternative Rock, Power Pop                        |                              |
| Freigeistin                                                                             | Sarah Connor                                                       | Polydor                                   | 23. Mai 2025     | Pop                                                          |                              |
| God of Angels Trust                                                                     | Volbeat                                                            | Vertigo Records                           | 6. Juni 2025     | Metal                                                        |                              |
| Hardy (Live from Red Rocks)                                                             | Hardy                                                              | Big Loud                                  | 7. Februar 2025  | Country-Rock                                                 |                              |
| Here Be Dragons                                                                         | Avantasia                                                          | Napalm Records                            | 28. Februar 2025 | Power Metal, Symphonic Metal                                 |                              |
| Heroes                                                                                  | John Ellis                                                         | Blue Room Music                           | 14. März 2025    | Jazz                                                         |                              |
| Hohe Himmel                                                                             | Karat                                                              | Universal Music Group                     | 21. Februar 2025 | Pop, Rock                                                    |                              |
| Hurry Up Tomorrow                                                                       | The Weeknd                                                         | Republic Records, XO Records              | 31. Januar 2025  | Contemporary R&B, Electronic, Hip-Hop                        |                              |
| Illuminescence                                                                          | Hearts & Minds                                                     | Astral Spirits                            | Januar 2025      | Jazz                                                         |                              |
| In Argentina: The Buenos Aires Concerts                                                 | Charles Mingus                                                     | Resonance Records                         | 18. April 2025   | Jazz                                                         |                              |
| In the Big Room                                                                         | Peter Gabriel                                                      | Real World Records                        | 27. Juni 2025    | Artrock, Progressive Rock, Pop, Weltmusik                    |                              |
| Interaction                                                                             | 3 Cohens & WDR Big Band                                            | Anzic Records                             | 2025             | Jazz                                                         |                              |
| Introducing a Very Heavy Person, First Visit to the Audio Equivalent of a Graphic Novel | Sergio Armaroli Quintet                                            | ezz-thetics                               | 17. Januar 2025  | Jazz, Neue Improvisationsmusik                               |                              |
| Irgendwann im Leben                                                                     | Nino de Angelo                                                     | Ariola                                    | 21. Februar 2025 | Schlager                                                     |                              |
| Is This What We Want?                                                                   | Verschiedene Künstler                                              | Virgin Music Group                        | 25. Februar 2025 | Protestlied                                                  |                              |
| Is This What You’ve Been Waiting For?                                                   | Amy Macdonald                                                      | BMG Rights Management, Infectious Music   | 11. Juli 2025    | Pop                                                          |                              |
| Jorden vi ärvde                                                                         | Vilhelm Bromander Unfolding Orchestra                              | Thanatosis                                | 25. April 2025   | Jazz                                                         |                              |
| Juno 3: Proxemics                                                                       | Han-earl Park, Lara Jones und Pat Thomas                           | Selbstverlag                              | 2025             | Jazz, Neue Improvisationsmusik                               |                              |
| Keepers of the Eastern Door                                                             | Chris Cheek                                                        | Analog Tone Factory                       | 23. Mai 2025     | Jazz                                                         |                              |
| L’invisible                                                                             | Christer Bothén                                                    | Thanatosis Produktion                     | 4. April 2025    | Jazz                                                         |                              |
| Lieder meines Lebens                                                                    | Konstantin Wecker                                                  | Sturm und Klang                           | 21. Februar 2025 | Liedermacher                                                 |                              |
| Little Big Top                                                                          | Guy Klucevsek und Volker Goetze                                    | Motéma Music                              | 31. Januar 2025  | Jazz, Weltmusik                                              |                              |
| Live at Berghain                                                                        | Gellért Szabós Ideal Orchestra                                     | Boomslang Records                         | 2025             | Neue Improvisationsmusik, Neue Musik                         |                              |
| Live at Pioneer Works, 26 October 2023                                                  | Anthony Braxton                                                    | ESP-Disk                                  | 31. Januar 2025  | Neue Improvisationsmusik                                     |                              |
| Live at Widney High December 26th, 1971                                                 | Pan Afrikan Peoples Arkestra unter der Leitung von Horace Tapscott | The Village                               | Mai 2025         | Jazz                                                         |                              |
| Live at WOMAD 1982                                                                      | Peter Gabriel                                                      | Real World Records                        | 8. August 2025   | Artrock, Progressive Rock, Pop, Weltmusik                    |                              |
| Live from Studio Rivbea (Rivbea Live! Series, Volume 3)                                 | Jimmy Lyons                                                        | NoBusiness Records                        | 2. Mai 2025      | Jazz                                                         |                              |
| Look Up                                                                                 | Ringo Starr                                                        | Universal Music Group                     | 10. Januar 2025  | Country                                                      |                              |
| Lost Tapes, Teil 2                                                                      | Céline                                                             | A Million, BTGS, Groove Attack            | 10. Januar 2025  | Deutscher Hip-Hop, Pop                                       |                              |
| Lost Tapes, Teil 3                                                                      | Céline                                                             | A Million, BTGS, Groove Attack            | 11. April 2025   | Deutscher Hip-Hop, Pop                                       |                              |
| Love                                                                                    | Das B.                                                             | Corbett vs. Dempsey, Thanatosis Records   | 30. Mai 2025     | Jazz, Neue Improvisationsmusik                               |                              |
| March of the Unheard                                                                    | The Halo Effect                                                    | Nuclear Blast                             | 10. Januar 2025  | Melodic Death Metal                                          |                              |
| Matthias Müller / Andreas Willers                                                       | Matthias Müller und Andreas Willers                                | Trouble in the East                       | 2025             | Neue Improvisationsmusik                                     |                              |
| Mayhem                                                                                  | Lady Gaga                                                          | Interscope Records                        | 7. März 2025     | Dance-Pop                                                    |                              |
| Mayhem and Revelry Live                                                                 | Dirty Honey                                                        | Dirt Records                              | 21. Februar 2025 | Classic Rock                                                 |                              |
| Miserere                                                                                | The Ethereal                                                       | Void Overflow                             | 25. Januar 2025  | Funeral Doom                                                 |                              |
| Morning Bells Whistle Bright                                                            | Eunhye Jeong-Michael Bisio Duos mit Joe McPhee und Jay Rosen       | ESP-Disk                                  | 14. März 2025    | Jazz, Neue Improvisationsmusik                               |                              |
| Neu Asen Land                                                                           | Bergthron                                                          | VD Productions                            | 6. Januar 2025   | Progressive Metal                                            |                              |
| Never Enough                                                                            | Turnstile                                                          | Roadrunner Records                        | 6. Juni 2025     | Hardcore Punk                                                |                              |
| New Vienna                                                                              | Keith Jarrett                                                      | ECM Records                               | 30. Mai 2025     | Jazz                                                         |                              |
| Nightclouds                                                                             | Ellen Arkbro                                                       | Blank Forms Editions, La Becque Editions  | 30. Mai 2025     | Klassische Musik                                             |                              |
| Numbq                                                                                   | Michael Bisio                                                      | Mahakala Music                            | 14. Februar 2025 | Neue Musik, Neue Improvisationsmusik, Third Stream           |                              |
| Old Adam on Turtle Island                                                               | Old Adam on Turtle Island                                          | Relative Pitch Records/DOEK               | 24. Januar 2025  | Jazz, Neue Improvisationsmusik                               | Debütalbum                   |
| On a Modern Genius, Vol. 1                                                              | Xhosa Cole                                                         | Stoney Lane Records                       | 2025             | Jazz                                                         |                              |
| On Fire: Live from the Blue Morocco                                                     | Freddie Hubbard                                                    | Resonance Records                         | 18. April 2025   | Jazz                                                         |                              |
| Oxygen                                                                                  | Ivo Perelman, Ken Vandermark und Joe McPhee                        | Mahakala Music                            | 4. März 2025     | Jazz, Neue Improvisationsmusik                               |                              |
| Quartet (England) 1985                                                                  | Anthony Braxton                                                    | Burning Ambulance Music                   | 2025             | Modern Creative, Neue Improvisationsmusik                    |                              |
| Parallel Aesthetics                                                                     | Ivo Perelman und Tyshawn Sorey                                     | Fundacja Słuchaj                          | 2025             | Jazz                                                         |                              |
| Parasomnia                                                                              | Dream Theater                                                      | InsideOut Music                           | 7. Februar 2025  | Progressive Metal                                            |                              |
| Schlau aber blond                                                                       | Shirin David                                                       | Juicy Money Records                       | 14. Februar 2025 | Hip-Hop, Pop, Rap                                            |                              |
| Shakkei                                                                                 | Alexandra Grimal und Giovanni di Domenico                          | Relative Pitch Records                    | 2025             | Neue Improvisationsmusik                                     |                              |
| Sincerely                                                                               | Kali Uchis                                                         | Capitol Records                           | 9. Mai 2025      | Neo-Soul, Dream Pop, R&B, Alternative R&B, Psychedelic Pop   |                              |
| Skeletá                                                                                 | Ghost                                                              | Spinefarm Records                         | 25. April 2025   | Hard Rock, Heavy Metal                                       |                              |
| So Close to What                                                                        | Tate McRae                                                         | RCA Records                               | 21. Februar 2025 | Dance-Pop                                                    |                              |
| Solace of the Mind                                                                      | Amina Claudine Myers                                               | Red Hook Records                          | 20. Juni 2025    | Jazz                                                         |                              |
| Something Beautiful                                                                     | Miley Cyrus                                                        | Columbia Records                          | 30. Mai 2025     | Pop                                                          |                              |
| Souffles                                                                                | Naïssam Jalal                                                      | Les Couleurs du Son                       | 30. Mai 2025     | Jazz                                                         |                              |
| Sound Remains                                                                           | Rez Abbasi Acoustic Quintet                                        | Whirlwind Recordings                      | 27. Juni 2025    | Jazz, Fusion                                                 |                              |
| Stumps (Second Version)                                                                 | Sven-Åke Johansson                                                 | Trost Records                             | 2025             | Jazz, Neue Improvisationsmusik                               |                              |
| The Ancients                                                                            | Isaiah Collier, William Parker und William Hooker                  | Aguirre Records, Eremite Records          | 31. Januar 2025  | Jazz                                                         |                              |
| The Call                                                                                | Frank Kimbrough                                                    | Sunnyside Records                         | 2025             | Jazz                                                         |                              |
| The Cave                                                                                | Marilyn Crispell, Thommy Andersson und Michala Østergaard-Nielsen  | ILK Music                                 | 25. April 2025   | Jazz, Neue Improvisationsmusik                               |                              |
| The Cosmic Piano                                                                        | Matthew Shipp                                                      | Cantaloup Music                           | 20. Juni 2025    | Jazz                                                         |                              |
| The Dennis Egberth Dynasty                                                              | Dennis Egberth                                                     | 577 Records                               | 4. März 2025     | Jazz                                                         |                              |
| The End Will Show Us How                                                                | Tremonti                                                           | Napalm Records                            | 10. Januar 2025  | Hard Rock, Thrash Metal                                      |                              |
| The Heart of a Whale                                                                    | Dana Schechter und Paul Wallfisch                                  | Trost Records                             | 23. Mai 2025     | Neue Improvisationsmusik. Alternative Rock                   |                              |
| The Hemphill Stringtet Plays the Music of Julius Hemphill                               | The Hemphill Stringtet                                             | Out of Your Head Records                  | 2025             | Jazz, Neue Improvisationsmusik                               |                              |
| The Music of Anthony Braxton                                                            | Steve Lehman Trio mit Mark Turner                                  | Pi Recordings                             | 2025             | Jazz                                                         |                              |
| The Order                                                                               | Luke Stewart / Silt Remembrance Ensemble                           | Cuneiform Records                         | 25. April 2025   | Jazz                                                         |                              |
| The Quartet, Cafe Oto, London, February 10 & 11, 2023                                   | Peter Brötzmann, John Edwards, Steve Noble und Jason Adasiewicz    | Otoroku                                   | 2025             | Jazz, Neue Improvisationsmusik                               |                              |
| The Revenge of Alice Cooper                                                             | Alice Cooper                                                       | earMusic                                  | 25. Juli 2025    | Hard Rock, Rock                                              |                              |
| This Consequence                                                                        | Killswitch Engage                                                  | Metal Blade Records                       | 21. Februar 2025 | Metalcore                                                    |                              |
| Tides of Unrest / Berlin 2023                                                           | Jeff Arnal und Dietrich Eichmann                                   | NoBusiness Records                        | 9. Januar 2025   | Neue Improvisationsmusik                                     |                              |
| Too Good X Unreality                                                                    | Jonathan Reisin                                                    | Boomslang Records                         | 15. Mai 2025     | Jazz, Neue Improvisationsmusik                               |                              |
| Traces                                                                                  | Cosmic Ear                                                         | We Jazz REcords                           | 23. Mai 2025     | Jazz, Weltmusik                                              |                              |
| Transition(s)                                                                           | Phil Haynes und Ben Monder                                         | Cornerstore Jazz                          | 25. April 2025   | Jazz                                                         |                              |
| Trilogy 3                                                                               | Chick Corea, Christian McBride und Brian Blade                     | Universal Music/Candid Records            | 28. Februar 2025 | Jazz                                                         |                              |
| Tsunami Sea                                                                             | Spiritbox                                                          | Pale Chord Music                          | 7. März 2025     | Progressive Metal, Djent, Metalcore, Alternative Metal       |                              |
| Uncharted Passages                                                                      | Sun Ra                                                             | Modern Harmonic                           | 2025             | Jazz                                                         |                              |
| Unclassified Affections                                                                 | Dan Weiss                                                          | Pi Recordings                             | 6. Juni 2025     | Jazz                                                         |                              |
| Virgin                                                                                  | Lorde                                                              | Universal Music                           | 27. Juni 2025    | Alternative Pop, Electronica, Synthiepop                     |                              |
| Walkabout                                                                               | Rob Brown                                                          | Mahakala Music                            | 24. Januar 2025  | Jazz                                                         |                              |
| Who Let the Dogs Out                                                                    | Lambrini Girls                                                     | City Slang                                | 10. Januar 2025  | Punk, Riot Grrrl                                             |                              |
| Wir kommen in Frieden                                                                   | Feine Sahne Fischfilet                                             | Plattenweg Tonträger                      | 30. Mai 2025     | Punk                                                         |                              |
| Without the Pain                                                                        | Mark Morton                                                        | Snakefarm Records                         | 11. April 2025   | Southern Rock                                                |                              |
| Woven                                                                                   | Jeremy Pelt                                                        | HighNote Records                          | 31. Januar 2025  | Jazz                                                         |                              |
| Yikes Too                                                                               | Tim Berne mit Gregg Belisle-Chi und Tom Rainey                     | Screwgun Records/Out of Your Head Records | 2025             | Jazz                                                         |                              |
| Yowzers                                                                                 | Ben LaMar Gay                                                      | International Anthem Recording Company    | 6. Juni 2025     | Jazz                                                         |                              |

## Gestorben

### Januar
- 01. Januar: Leo Dan, argentinischer Sänger und Komponist (84)
- 01. Januar: Jean-Michel Defaye, französischer Filmkomponist (92)
- 01. Januar: Chad Morgan, australischer Countrysänger (91)
- 01. Januar: Nora Orlandi, italienische Komponistin (91)
- 01. Januar: Wayne Osmond, US-amerikanischer Sänger und Gitarrist (73)
- 01. Januar: Thomas Schmögner, österreichischer Komponist und Organist (60)
- 02. Januar: Wilhelm Brückner, deutscher Geigenbauer (92)
- 02. Januar: Bernie Constantin, Schweizer Rockmusiker und Hörfunkmoderator (77)
- 02. Januar: Ferdi Tayfur, türkischer Musiker und Schauspieler (79)
- 03. Januar: La Chunga, spanische Flamencotänzerin und Malerin (87)
- 03. Januar: Andrzej Klimczak, polnischer Opernsänger
- 03. Januar: Brenton Wood, US-amerikanischer Sänger und Songwriter (83)
- 04. Januar: Han’s Klaffl, deutscher Musiklehrer, Kabarettist und Autor (74)
- 05. Januar: The Vivienne, britische Dragqueen, Sängerin und Musicaldarstellerin (32)
- 07. Januar: Ayla Erduran, türkische Violinistin (90)
- 07. Januar: Gerald Kegelmann, deutscher Chordirigent und Musikpädagoge (90)
- 07. Januar: Peter Yarrow, US-amerikanischer Sänger (86)
- 08. Januar: El Güito, spanischer Flamenco-Tänzer und Choreograf (82)
- 09. Januar: Laurie Holloway, britischer Jazz- und Unterhaltungsmusiker (86)
- 10. Januar: Martin Hummel, britischer Manager und Musikproduzent (59)
- 10. Januar: Sam Moore, US-amerikanischer Sänger (89)
- 10. Januar: Miguel Ochando, spanischer Flamenco-Gitarrist (59)
- 11. Januar: Paul Fontaine, US-amerikanischer Jazzmusiker (Trompete) und Hochschullehrer (≈90)
- 12. Januar: Barbara Hoene, deutsche Opernsängerin (80)
- 12. Januar: Mark Izu, US-amerikanischer Jazzmusiker und Filmkomponist (70)
- 13. Januar: Walter Deutsch, österreichischer Musikwissenschaftler (101)
- 13. Januar: Oliver Stech, österreichischer Gesangspädagoge und Chorleiter (41)
- 14. Januar: Kristian Jørgensen, dänischer Jazzgeiger (57)
- 14. Januar: Teddy Osei, ghanaischer Saxophonist (87)
- 15. Januar: Melba Montgomery, US-amerikanische Countrysängerin (86)
- 15. Januar: José Luis de la Paz, spanischer Flamenco-Gitarrist (57)
- 16. Januar: Abdoulaye Diabaté, senegalesischer Jazz- und Weltmusiker (65)
- 17. Januar: Herbert Henck, deutscher Pianist (76)
- 17. Januar: Stéphane Venne, kanadischer Songwriter, Arrangeur und Musikproduzent (83)
- 18. Januar: Dave Bargeron, US-amerikanischer Jazzposaunist und Tubist (82)
- 18. Januar: Claire van Kampen, britische Komponistin und Theaterregisseurin (71)
- 19. Januar: Lobo, niederländischer Sänger (69)
- 21. Januar: Petr Hannig, tschechischer Musikproduzent und Politiker (79)
- 21. Januar: Garth Hudson, kanadischer Multiinstrumentalist (87)
- 22. Januar: Jörg Maria Berg, österreichischer Schlagersänger und Schauspieler (94)
- 22. Januar: Barry Goldberg, US-amerikanischer Bluesmusiker (82)
- 22. Januar: Johan Slager, niederländischer Gitarrist (78)
- 22. Januar: Gabriel Yacoub, französischer Sänger, Komponist und bildender Künstler (72)
- 24. Januar: Unk, US-amerikanischer Rapper und DJ (43)
- 26. Januar: Kazuyoshi Akiyama, japanischer Dirigent (84)
- 28. Januar: Rhabanus Erbacher, deutscher Ordensgeistlicher und Komponist (87)
- 30. Januar: Marianne Faithfull, britische Sängerin und Schauspielerin (78)
- 30. Januar: İlhan Usmanbaş, türkischer Komponist (103)
- 31. Januar: Susan Alcorn, US-amerikanische Pedal-Steel-Gitarristin (73)
- 00. Januar: Siegfried Bernhöft, deutscher Tenor, Gesangs- und Musikpädagoge, Chorleiter (≈83)

### Februar
- 01. Februar: Bogdan Dowlasz, polnischer Akkordeonist, Musikpädagoge und Komponist (76)
- 01. Februar: Sal Maida, US-amerikanischer Musiker (76)
- 01. Februar: Peter Schmidl, österreichischer Klarinettist und Hochschullehrer (84)
- 02. Februar: Gene Barge, US-amerikanischer Saxophonspieler und Musikproduzent (98)
- 02. Februar: Siegbert Rampe, deutscher Cembalist, Organist und Pianist (60)
- 02. Februar: Siegfried Schmidt-Joos, deutscher Musik- und Kulturredakteur, Autor (88)
- 02. Februar: Barbie Xu, taiwanische Schauspielerin und Sängerin (48)
- 03. Februar: Pablo Domínguez, spanischer Gitarrist, Perkussionist und Musikproduzent (38)
- 03. Februar: Stéphane Picq, französischer Komponist (59)
- 03. Februar: Paul Plishka, US-amerikanischer Opernsänger (83)
- 04. Februar: Hartwig Eschenburg, deutscher Kantor und Kirchenmusiker (91)
- 04. Februar: Renato Júnior, portugiesischer Musiker und Musikproduzent (59)
- 04. Februar: Wily Mignon, beninischer Musiker (38)
- 04. Februar: Matias de Oliveira Pinto, brasilianischer Cellist und Hochschullehrer (64)
- 05. Februar: Lothar Antoni, deutscher Sänger, Gitarrist, Komponist, Musikproduzent und Labelbetreiber (65)
- 05. Februar: Irv Gotti, US-amerikanischer Hip-Hop-Produzent (54)
- 05. Februar: Dave Jerden, US-amerikanischer Toningenieur und Musikproduzent (75)
- 05. Februar: Mike Ratledge, britischer Musiker (81)
- 05. Februar: Jimmy Sedlar, US-amerikanischer Jazz- und Unterhaltungsmusiker (Trompete) (96)
- 05. Februar: Wadim Stroikin, russischer Sänger und Jazzgitarrist (59)
- 06. Februar: Peter Banjo Meyer, deutscher Jazzmusiker (80)
- 07. Februar: Naâman, französischer Singer-Songwriter (34)
- 08. Februar: Bob Bingham, US-amerikanischer Schauspieler und Sänger (78)
- 08. Februar: Rosa Fain, sowjetische bzw. deutsche Geigerin und Hochschullehrerin (92)
- 08. Februar: Howard Riley, britischer Jazzmusiker (81)
- 09. Februar: Tony Kinsey, britischer Jazz-Schlagzeuger (97)
- 09. Februar: Edith Mathis, Schweizer Opernsängerin (86)
- 10. Februar: Maria Tipo, italienische Pianistin (93)
- 11. Februar: Bernard Lagacé, kanadischer Organist und Cembalist (94)
- 12. Februar: Betsy Arakawa, US-amerikanische Pianistin und Unternehmerin (65)
- 12. Februar: Bernd Feuchtner, deutscher Publizist, Operndirektor und Dramaturg (75)
- 12. Februar: Tommy Hunt, US-amerikanischer Sänger (91)
- 12. Februar: Jimi Mbaye, senegalesischer Gitarrist (67)
- 12. Februar: Eduardo Sosa, kubanischer Sänger und Komponist (52)
- 14. Februar: François Pantillon, Schweizer Chorleiter und Komponist (97)
- 14. Februar: Barbara Stadlhuber, österreichische Kellnerin und Sängerin (49)
- 15. Februar: Shirin Abdullaeva, usbekische Sängerin, Schauspielerin und Model (19)
- 15. Februar: Michel Holderbusch, deutscher Sänger und Castingshowteilnehmer (45)
- 16. Februar: Yolanda Montes, mexikanische Schauspielerin und Tänzerin (93)
- 16. Februar: Vladimír Válek, tschechischer Dirigent (89)
- 17. Februar: Paquita la del Barrio, mexikanische Sängerin (77)
- 17. Februar: Rick Buckler, britischer Schlagzeuger (69)
- 17. Februar: Jamie Muir, britischer Perkussionist (82)
- 17. Februar: Nannie Porres, schwedische Sängerin (85)
- 18. Februar: Snowy Fleet, australischer Schlagzeuger (79)
- 20. Februar: Jerry Butler, US-amerikanischer Soul-Sänger, Komponist und Politiker (85)
- 20. Februar: Biff Hannon, US-amerikanischer Jazz- und Studiomusiker (Piano, Keyboards) (?)
- 20. Februar: Ilkka Kuusisto, finnischer Komponist, Dirigent und Opernregisseur (91)
- 20. Februar: Wilson Manyoma, kolumbianischer Salsa-Sänger (73)
- 20. Februar: Pedro Rivera Toledo, puerto-ricanischer Komponist, Arrangeur, Saxophonist und Dirigent (82)
- 21. Februar: Larry Appelbaum, US-amerikanischer Bibliothekar und Musikjournalist (67)
- 21. Februar: Gwen McCrae, US-amerikanische Soul- und Disco-Sängerin (81)
- 22. Februar: Bill Fay, britischer Sänger und Songwriter (81)
- 22. Februar: Ken Parker, jamaikanischer Reggae- und Gospelsänger (76)
- 23. Februar: Chris Jasper, US-amerikanischer Soulmusiker (73)
- 23. Februar: Vladimír Válek, tschechischer Dirigent (89)
- 24. Februar: Cassius Clemens, deutscher Clubbetreiber, Unternehmer und Musiklabel-Inhaber (71)
- 24. Februar: Roberta Flack, US-amerikanische Soulsängerin, Pianistin und Songschreiberin (88)
- 24. Februar: Robert John, US-amerikanischer Popsänger (79)
- 24. Februar: Frederik Van Rossum, belgischer Komponist (85)
- 25. Februar: Ferenc Rados, ungarischer Pianist (90)
- 28. Februar: Werner Lutz, US-amerikanischer Jazzmusiker (Trompete, Flügelhorn) (94)
- 28. Februar: Miguel Piñera, chilenischer Nachtclubbesitzer und Sänger (70)

### März
- 01. März: Bunky Green, US-amerikanischer Jazzmusiker (91)
- 01. März: Joey Molland, britischer Rockmusiker (77)
- 01. März: Paulito FG, kubanischer Musiker (63)
- 01. März: Saša Popović, jugoslawischer bzw. serbischer Musikproduzent (70)
- 01. März: Angie Stone, US-amerikanische Sängerin (63)
- 02. März: Edip Akbayram, türkischer Komponist und Sänger (75)
- 02. März: René Gubelmann, Schweizer Schlagzeuger, Vibraphonist und Kunstmaler (77)
- 02. März: Rick Kiefer, US-amerikanischer Jazztrompeter (85)
- 02. März: Herbert Léonard, französischer Singer-Songwriter und Schriftsteller (80)
- 03. März: Éric Barret, französischer Saxophonist (65)
- 03. März: Adalberto Cevasco, argentinischer Jazz- und Fusionmusiker (Bass, Komposition) (78)
- 03. März: Friedl Lazarus, österreichischer Musiker, Komponist und Liedtexter (77)
- 03. März: Jean-Marie Londeix, französischer Saxophonist (92)
- 03. März: Jitka Vrbová, tschechische Sängerin (84)
- 04. März: Roy Ayers, US-amerikanischer Musiker (84)
- 04. März: Felipe Campuzano, spanischer Pianist und Komponist (79)
- 05. März: Edesio Alejandro, kubanischer Musiker, Komponist und Produzent (66)
- 05. März: Pavel Staněk, tschechischer Dirigent und Komponist (97)
- 06. März: Brian James, britischer Gitarrist (70)
- 06. März: Josef Zíma, tschechischer Filmschauspieler, Schlagzeuger, Sänger und Moderator (92)
- 07. März: Gennadi Banschtschikow, russischer Komponist (81)
- 07. März: D’wayne Wiggins, US-amerikanischer Musiker (64)
- 08. März: Bill Ashton, britischer Jazzmusiker (89)
- 10. März: Jack Rummel, US-amerikanischer Ragtime-Musiker (≈86)
- 11. März: Cocoa Tea, jamaikanischer Reggae-Sänger (65)
- 11. März: Florian Sikorski, deutscher Musiker (49)
- 12. März: Ulrich Bremsteller, deutscher Organist (88)
- 13. März: Sofia Gubaidulina, sowjetische bzw. russische Komponistin (93)
- 14. März: Henri Florens, französischer Jazzmusiker (Piano) (≈73)
- 15. März: Les Binks, britischer Schlagzeuger (73)
- 16. März: Rob de Nijs, niederländischer Sänger und Schauspieler (82)

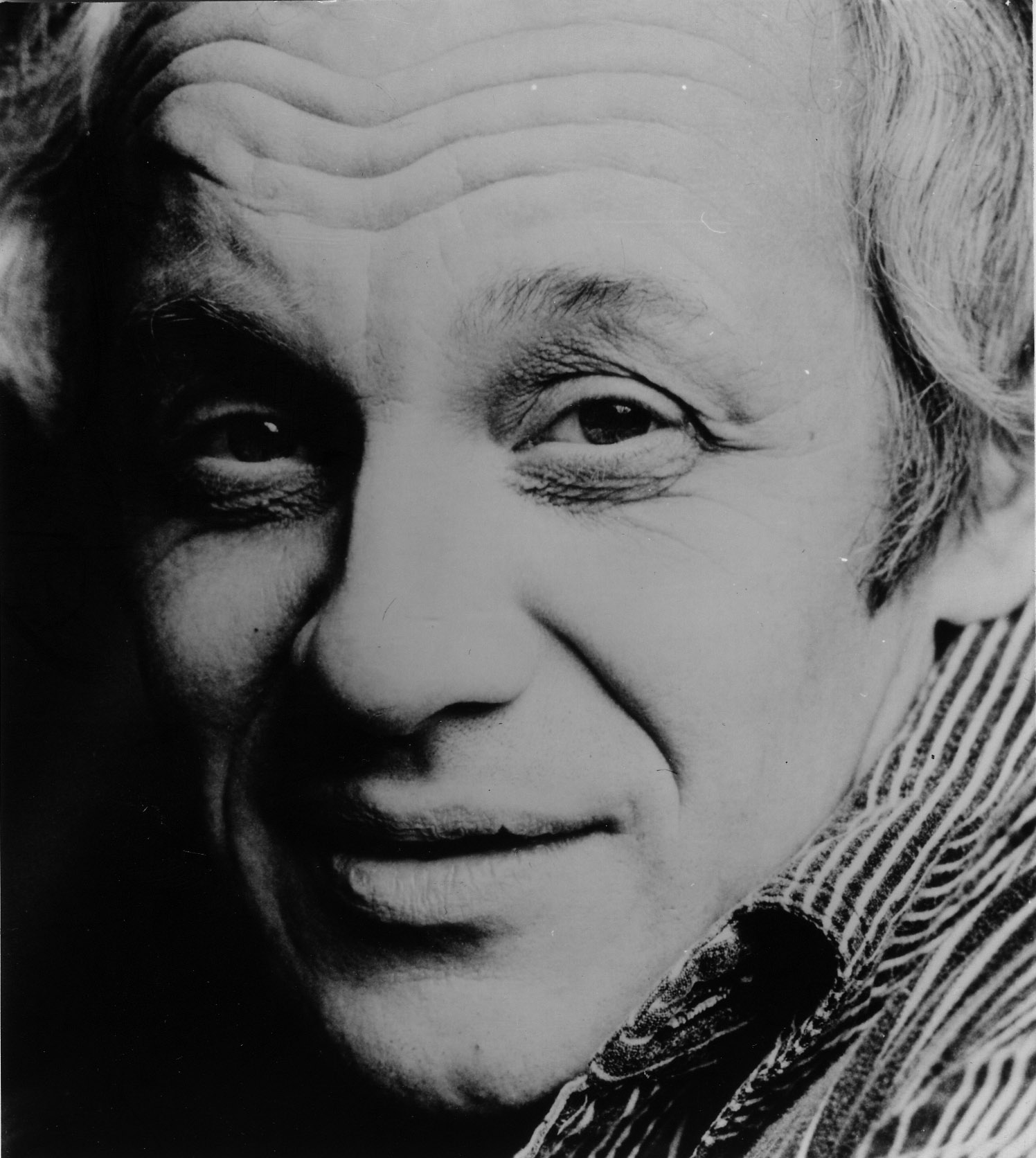
Dieter Süverkrüp; † 16. März

- 16. März: Dieter Süverkrüp, deutscher Liedermacher und Kabarettist (90)
- 16. März: Jesse Colin Young, US-amerikanischer Sänger (83)
- 17. März: Aurelio Martínez, honduranischer Musiker und Politiker (55)
- 18. März: Nadia Cassini, italienische Schauspielerin und Sängerin (76)
- 18. März: Bedros Kirkorow, bulgarisch-sowjetischer Popsänger (92)
- 18. März: Chen Ning-chi, chinesischer Dirigent und Komponist (≈84)
- 18. März: Esa Pethman, finnischer Jazzmusiker (86)
- 19. März: Ronald Atkins, britischer Jazzautor (88)
- 19. März: Zhao Yanxia, chinesische Pekingoper-Sängerin (97)
- 22. März: Larissa Golubkina, russische Schauspielerin und Sängerin (85)
- 23. März: Pierre Mariétan, Schweizer Komponist (89)
- 26. März: Ray Barra, US-amerikanischer Balletttänzer, -meister und -direktor (95)
- 26. März: Nicolas Kynaston, britischer Organist (83)
- 26. März: Walther Soyka, österreichischer Musiker (59)
- 27. März: Joseph Maximos Fahmé, syrisch-französischer Priester der melkitischen griechisch-katholischen Kirche und syrisch-französischer Kantor (100)
- 28. März: Young Scooter, US-amerikanischer Rapper (39)
- 29. März: Dennis Scheider, deutscher Gitarrist, Musikproduzent und Songwriter (47)
- 29. März: Lư Nhất Vũ, vietnamesischer Komponist und Musiker (89)
- 30. März: Sales Kleeb-Häfliger, Schweizer Komponist, Musikpädagoge, Dirigent und Kulturvermittler (95)
- 31. März: Volkan Konak, türkischer Sänger (58)

### April
- 01. April: George Freeman, US-amerikanischer Jazzgitarrist und -saxophonist (97)
- 01. April: Michael Hurley, US-amerikanischer Musiker, Singer-Songwriter, Cartoonist und Maler (83)
- 01. April: Alfi Kabiljo, kroatischer Komponist und Dirigent (89)
- 01. April: Johnny Tillotson, US-amerikanischer Sänger (86)
- 02. April: Kurt Grahl, deutscher Kirchenmusiker (77)
- 02. April: Miles Griffith, US-amerikanischer Jazzsänger (55)
- 04. April: Amadou Bagayoko, malischer Sänger, Gitarrist und Komponist (70)
- 04. April: Bernard Ringeissen, französischer Pianist (90)
- 05. April: Dave Allen, britischer Bassist (69)
- 06. April: Al Barile, US-amerikanischer Gitarrist (63)
- 06. April: Clem Burke, US-amerikanischer Schlagzeuger (70)
- 06. April: Roberto De Simone, italienischer Komponist (91)
- 06. April: Jean-Claude Montredon, französischer Schlagzeuger (75)
- 06. April: Anna Slováčková, tschechische Sängerin und Schauspielerin (29)
- 06. April: Pongsri Woranuch, thailändische Sängerin (85)
- 07. April: William Finn, US-amerikanischer Komponist und Liedtexter (73)
- 07. April: Ioannis Vasilopoulos, griechisch-US-amerikanischer Cover-Illustrator (66)
- 08. April: Rubby Pérez, dominikanischer Sänger (69)
- 08. April: Lenny Welch, US-amerikanischer Sänger und Schauspieler (86)
- 09. April: Jean-Pierre Bonnefous, französischer Balletttänzer und Choreograf (82)
- 09. April: Terje Venaas, norwegischer Jazzbassist (78)
- 10. April: Niklas Eklund, schwedischer Trompeter (56)
- 10. April: Nino Tempo, US-amerikanischer Pop- und Jazzmusiker (90)
- 11. April: Mike Berry, britischer Sänger und Schauspieler (82)
- 11. April: Bernd Reischl, österreichischer Bandleader und Tontechniker (72)
- 11. April: Max Romeo, jamaikanischer Sänger und Komponist (80)
- 12. April: Roy Thomas Baker, britischer Musikproduzent (78)
- 12. April: Julien Favreuille, französischer Saxophonist (≈51)
- 12. April: Wolfgang Hirschmann, deutscher Musikproduzent und Tonmeister (88)
- 12. April: Christian Rentsch, Schweizer Kulturjournalist, Jazzautor und Publizist (79)
- 13. April: Lester Lashley, US-amerikanischer Musiker und bildender Künstler (89)
- 14. April: Peter Seiffert, deutscher Opernsänger (71)
- 15. April: Peter Buske, deutscher Musikkritiker (86)
- 15. April: Joel Krosnick, US-amerikanischer Cellist (84)
- 15. April: Wink Martindale, US-amerikanischer Fernsehmoderator und DJ (91)
- 16. April: Colin Berry, britischer Radio-Discjockey, Radiomoderator und Nachrichtensprecher (79)
- 16. April: Roger McLachlan, neuseeländischer Bassist (71)
- 17. April: Peter Ablinger, österreichischer Komponist (66)
- 17. April: Erhard Grosskopf, deutscher Komponist (91)
- 17. April: Nuno Guerreiro, portugiesischer Sänger (52)
- 18. April: Günther Beetz, deutscher Trompeter und Hochschullehrer (70)
- 18. April: Clodagh Rodgers, britische Sängerin und Fernsehmoderatorin (78)
- 19. April: Tommie Harris, US-amerikanischer Blues- und Jazzmusiker (Schlagzeug, auch Gesang) (87)
- 20. April: Cristina Buarque, brasilianische Sängerin und Komponistin (74)
- 20. April: Sam Kidd, US-amerikanischer Jazzmusiker (Bass) (93)
- 21. April: Ada Kadelbach, deutsche Musikwissenschaftlerin und Hymnologin (82)
- 21. April: Mark Kieswetter, US-amerikanischer Jazzpianist (≈55)
- 22. April: Odd Magne Gridseth, norwegischer Musiker (65)
- 23. April: Waltraut Haas, österreichische Schauspielerin und Sängerin (97)
- 23. April: David Thomas, US-amerikanischer Sänger (71)
- 24. April: Paul Engel, österreichischer Komponist und Dirigent (75)
- 24. April: Kari Lövaas, norwegische Opern- und Konzertsängerin (Sopran) (85)
- 24. April: Roy Phillips, britischer Popsänger (81)
- 25. April: Paul Batiste, US-amerikanischer Musiker (74)
- 25. April: Richard Wernick, US-amerikanischer Komponist und Musikpädagoge (91)
- 26. April: Andy Bey, US-amerikanischer Sänger (85)
- 27. April: Wizz Jones, englischer Gitarrist und Singer-Songwriter (86)
- 28. April: Leopoldo Fleming, US-amerikanischer Perkussionist (85)
- 29. April: Mike Peters, britischer Sänger und Musiker (66)

### Mai
- 01. Mai: Nana Caymmi, brasilianische Sängerin (84)
- 01. Mai: Scott Gertner, US-amerikanischer Sänger und Jazzclub-Besitzer
- 01. Mai: Jill Sobule, US-amerikanische Sängerin und Schauspielerin (66)
- 02. Mai: Rémi Charmasson, französischer Jazzgitarrist (63)
- 02. Mai: Uli Krug, deutscher Musiker und Pädagoge
- 02. Mai: Jan Reichow, deutscher Geiger und Musikredakteur (84)
- 03. Mai: Pierre Audi, französisch-libanesischer Theaterregisseur, -intendant und Festivalleiter (67)
- 04. Mai: Lucas Lindholm, schwedischer Jazzmusiker (82)
- 04. Mai: Alberto Mastromarino, italienischer Opernsänger (61)
- 05. Mai: Iñaki Fernández, spanischer Pop- und Rocksänger (64)
- 05. Mai: Joan O’Brien, US-amerikanische Schauspielerin und Sängerin (89)
- 06. Mai: Tony J. Liddle, britischer Gitarrist (?)
- 06. Mai: Christoph Schwabe, deutscher Musiktherapeut, Musiker und Maler (90)
- 07. Mai: Peter Schröder, österreichischer Filmregisseur, -editor und Musiker (60)
- 07. Mai: Xatar, deutscher Rapper (43)
- 08. Mai: Peter Gougaloff, bulgarischer Opernsänger (Tenor) (95)
- 08. Mai: Johnny Parth, österreichischer Musikproduzent und Labelbetreiber (95)
- 09. Mai: Nadja Abd el Farrag, deutsche Fernsehmoderatorin und Sängerin (60)
- 09. Mai: Johnny Rodriguez, US-amerikanischer Country-Sänger (73)
- 10. Mai: Matthew Best, britischer Opernsänger und Dirigent (68)
- 10. Mai: Pierre-François Roussillon, französischer Musiker und Kulturmanager (≈63)
- 10. Mai: Manfred Tauchen, österreichischer Sänger, Schauspieler und Kabarettist (77)
- 11. Mai: Marie „Leila Negra“ Nejar, deutsche Schlagersängerin, Schauspielerin und Zeitzeugin (95)
- 11. Mai: Alena Veselá, tschechische Organistin und Rektorin (101)
- 12. Mai: Ernst Mahle, deutsch-brasilianischer Musikpädagoge, Dirigent und Komponist (96)
- 13. Mai: Anthony Agostinelli, US-amerikanischer Musiker, Jazzhistoriker, Buchautor (91)
- 14. Mai: Martha Miyake, japanische Jazzsängerin (92)
- 14. Mai: Zeca do Rolete, brasilianischer Sänger und Komponist (80)
- 15. Mai: Luigi Alva, peruanischer Opernsänger (98)
- 15. Mai: Junior Byles, jamaikanischer Reggae-Musiker (76)
- 15. Mai: Teo Ciavarella, italienischer Jazzpianist (65)
- 15. Mai: Taina Elg, finnisch-US-amerikanische Schauspielerin und Tänzerin (95)
- 15. Mai: Rob Reich, US-amerikanischer Akkordeonist, Multiinstrumentalist und Komponist (47)
- 15. Mai: Charles Strouse, US-amerikanischer Komponist (96)
- 16. Mai: Jadwiga Rappé, polnische Opernsängerin (73)
- 17. Mai: Werenoi, französischer Rapper (31)
- 19. Mai: Colton Ford, US-amerikanischer Darsteller, Schauspieler und Sänger (62)
- 19. Mai: Juri Grigorowitsch, sowjetischer bzw. russischer Balletttänzer und Choreograph (98)
- 19. Mai: Juri Wladimirow, sowjetischer bzw. russischer Balletttänzer und Choreograph (83)
- 20. Mai: Barry Fantoni, britischer Autor, Maler, Cartoonist und Jazzmusiker (85)
- 20. Mai: Iván Fariñas, kubanischer Rockmusiker (75)
- 20. Mai: Morabo Morojele, lesothischer Schriftsteller und Musiker (62)
- 20. Mai: Michael B. Tretow, schwedischer Musikproduzent, Tontechniker und Musiker (80)
- 21. Mai: John Marshall, US-amerikanischer Jazztrompeter (72)
- 21. Mai: John Ruocco, US-amerikanischer Jazzmusiker (72)
- 21. Mai: Michael Schulze, deutscher Straßenmusiker (53)
- 22. Mai: Ray Blue, US-amerikanischer Jazz-Saxophonist (74)
- 22. Mai: Guy Klucevsek, US-amerikanischer Akkordeonist und Komponist (78)
- 22. Mai: Dave Shapiro, US-amerikanischer Musikagent (42)
- 22. Mai: Dan Storper, US-amerikanischer Labelbetreiber (74)
- 22. Mai: Daniel Williams, US-amerikanischer Schlagzeuger (39)
- 23. Mai: Lillian Boutté, US-amerikanische Jazzsängerin (75)
- 23. Mai: Sacha Jenkins, US-amerikanischer Journalist, Filmemacher, Musiker und Kulturhistoriker (53)
- 25. Mai: Emilio Cao, spanischer Folk-Harfenist, -Sänger und -Komponist (≈72)
- 25. Mai: Tadashi Endo, japanischer Butohtänzer und -choreograf (78)
- 25. Mai: Simon House, britischer Komponist und Musiker (76)
- 25. Mai: Foday Musa Suso, gambischer Koraspieler (75)
- 26. Mai: Rick Derringer, US-amerikanischer Rockmusiker (77)
- 27. Mai: Freddie Aguilar, philippinischer Sänger (72)
- 27. Mai: Manfred Josel, österreichischer Musiker (81)
- 27. Mai: Brian Kellock, schottischer Jazzpianist (63)
- 28. Mai: Al Foster, US-amerikanischer Jazz-Schlagzeuger (82)
- 28. Mai: Per Nørgård, dänischer Komponist (92)
- 29. Mai: Alf Clausen, US-amerikanischer Komponist (84)
- 29. Mai: Charles Wadsworth, US-amerikanischer Pianist, Kammermusiker und Musikpädagoge (96)
- 30. Mai: Margaret Neville, britische Opernsängerin (Sopran) (86)

### Juni
- 01. Juni: Jonathan Joss, US-amerikanischer Schauspieler, Synchronsprecher und Musiker (59)
- 01. Juni: Sharon Moe, US-amerikanische Hornistin und Komponistin (83)
- 01. Juni: Monica Nielsen, schwedische Schauspielerin und Sängerin (87)
- 02. Juni: Colin Jerwood, britischer Punkmusiker (63)
- 03. Juni: Eugen Doga, sowjetischer bzw. moldauisch-russischer Komponist (88)
- 03. Juni: Arthur Hamilton, US-amerikanischer Songwriter (98)
- 03. Juni: Halvor Haug, norwegischer Komponist (73)
- 03. Juni: Valery Panov, sowjetischer bzw. israelischer Balletttänzer und Choreograf (87)
- 04. Juni: Nicole Croisille, französische Schauspielerin und Sängerin (88)
- 04. Juni: Frankie Jordan, französischer Sänger (86)
- 04. Juni: Rachid Lombard, südafrikanischer Jazzfotograf und -promoter (74)
- 04. Juni: Arnold Wise, US-amerikanischer Jazz-Schlagzeuger (89)
- 05. Juni: Hubert Buchberger, deutscher Violinist und Dirigent (73)
- 05. Juni: Anatoli Gunizki, sowjetischer bzw. russischer Rockmusiker und Schriftsteller (71)
- 05. Juni: Wayne Lewis, US-amerikanischer Sänger (68)
- 05. Juni: Gerhard Vohwinkel, deutscher Jazzmusiker (93)
- 06. Juni: Changuito, kubanischer Perkussionist (77)
- 07. Juni: Klaus König, deutscher Opernsänger (91)
- 08. Juni: Matija Dedić, kroatischer Jazzpianist (52)
- 08. Juni: Wladyslaw Horaj, ukrainischer Opernsänger (57)
- 09. Juni: Sly Stone, US-amerikanischer Sänger, Songwriter und Musikproduzent (82)
- 10. Juni: Don Moore, US-amerikanischer Jazz-Bassist (86)
- 11. Juni: Douglas McCarthy, britischer Sänger (58)
- 11. Juni: Brian Wilson, US-amerikanischer Musiker (82)
- 13. Juni: Dill Katz, britischer Jazzbassist (79)
- 13. Juni: Louis Moholo, südafrikanischer Jazzmusiker (85)
- 13. Juni: Honest John Plain, britischer Musiker und Sänger (73)
- 14. Juni: Topsy Küppers, österreichische Schauspielerin, Sängerin und Theaterleiterin (93)
- 14. Juni: Ramón Navarro, argentinischer Folkloresänger und -komponist (91)
- 14. Juni: Bira Presidente, brasilianischer Samba-Musiker (88)
- 15. Juni: Sven-Åke Johansson, schwedischer Schlagzeuger, Komponist und bildender Künstler (≈82)
- 15. Juni: John Reid, britischer Musikproduzent, DJ und Sänger (61)
- 16. Juni: Rafael Acosta Córdoba, mexikanischer Rockmusiker (80)
- 16. Juni: Ramón „El Portugués“ Suárez Salazar, spanischer Flamencosänger (76)
- 16. Juni: Loll Weber, luxemburgischer Musikkritiker (90)

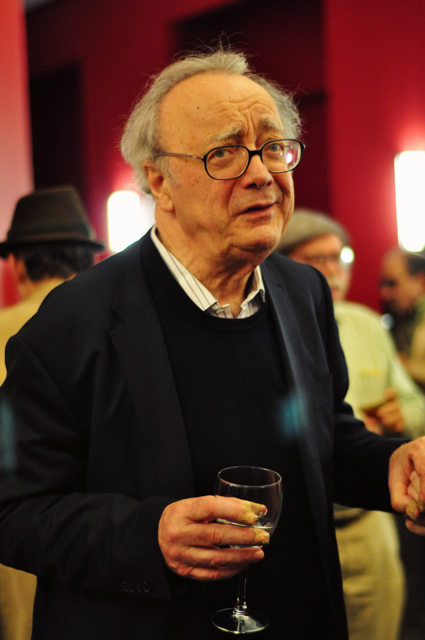
Alfred Brendel; † 17. Juni

- 17. Juni: Alfred Brendel, österreichischer Pianist und Essayist (94)
- 17. Juni: Leander „Pionear“ Topp, deutscher Sänger, Musikproduzent und Labelbetreiber (56)
- 18. Juni: Peter Baillie, neuseeländischer Operntenor (91)
- 18. Juni: Lou Christie, US-amerikanischer Sänger und Songwriter (82)
- 19. Juni: James Prime, britischer Keyboarder (64)
- 19. Juni: Cavin Leon Yarbrough, US-amerikanischer Musiker (71)
- 20. Juni: Clifford Barbaro, US-amerikanischer Jazz-Schlagzeuger (77)
- 20. Juni: Juan Levy, deutscher Pianist, Dirigent und Musikschriftsteller (93)
- 20. Juni: Patrick Walden, britischer Gitarrist und Songwriter (46)
- 21. Juni: Raïssa Gbédji, beninische Journalistin, Aktivistin und Sängerin (≈52)
- 21. Juni: Juanito Márquez, kubanisch-US-amerikanischer Gitarrist und Komponist (95)
- 21. Juni: Karl Maureen, deutscher Organist (86)
- 22. Juni: Aki Aleong, US-amerikanischer Schauspieler, Sänger und Musikproduzent (90)
- 22. Juni: Beate Ritter, österreichische Opernsängerin (41)
- 23. Juni: Rebekah Del Rio, US-amerikanische Sängerin (57)
- 23. Juni: Feya Faku, südafrikanischer Jazztrompeter (63)
- 23. Juni: Mick Ralphs, britischer Gitarrist (81)
- 24. Juni: Rubén Rodríguez, kubanischer Tänzer und Choreograf (68)
- 24. Juni: Bobby Sherman, US-amerikanischer Sänger und Schauspieler (81)
- 25. Juni: Paul Stocker, US-amerikanischer Jazzmusiker (73)
- 26. Juni: Walter Scott, US-amerikanischer Sänger (81)
- 26. Juni: Lalo Schifrin, argentinischer Komponist (93)
- 28. Juni: Carlos Schvartzman, paraguayischer Gitarrist und Komponist (77)
- 28. Juni: Katrin Troendle, deutsche Kabarettistin und Sängerin (58)
- 29. Juni: Stuart Burrows, britischer Opernsänger (92)
- 29. Juni: EnteTainment, deutscher Rapper (37)
- 29. Juni: Thomas Witzmann, deutscher Musiker (Schlagzeug) und Komponist (67)
- 30. Juni: Gilda Cruz-Romo, mexikanische Opernsängerin (85)
- 30. Juni: Dieter Wellmann, deutscher Kirchenmusiker und Komponist (92)

### Juli
- 04. Juli: Kevin Riddles, britischer Rockmusiker (68)
- 04. Juli: Mark Snow, US-amerikanischer Komponist (78)
- 04. Juli: Young Noble, US-amerikanischer Rapper (47)
- 05. Juli: Ernst Kahl, deutscher Cartoonist, Maler, Sänger, Filmemacher (76)

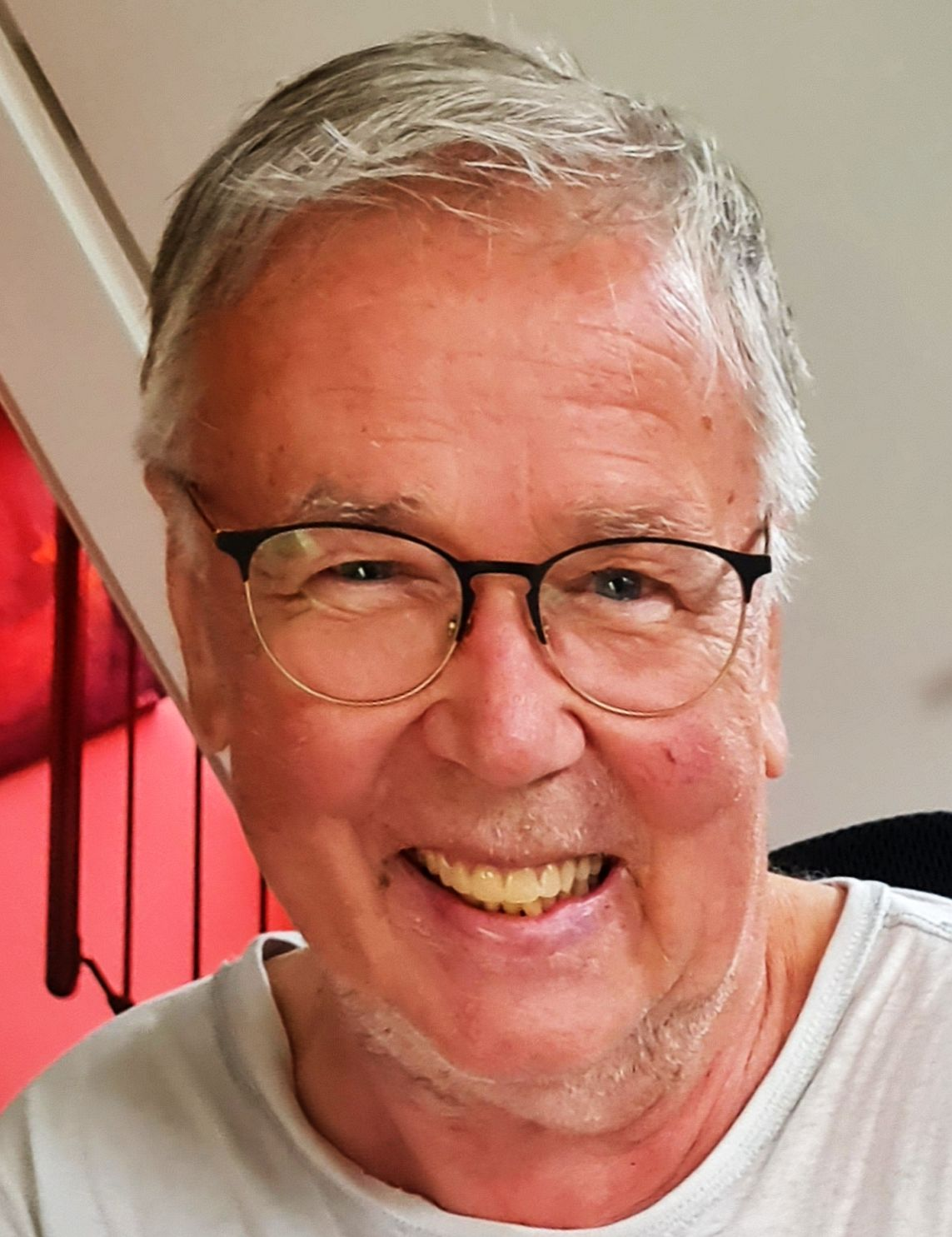
Frank Laufenberg; † 5. Juli

- 05. Juli: Frank Laufenberg, deutscher Moderator und Musikjournalist (80)
- 05. Juli: Christoph Schobesberger, deutsch-österreichischer Schauspieler und Sänger (71)
- 06. Juli: Ossi Huber, österreichischer Musiker und Autor (70)
- 06. Juli: Helena Tattermuschová, tschechoslowakische Opernsängerin (92)
- 07. Juli: René Pascal, deutscher Schlagersänger und Gastronom (85)
- 08. Juli: Tim Cronin, US-amerikanischer Rocksänger (63)
- 08. Juli: Walther Schulz, österreichischer Cellist (80)
- 09. Juli: Araceli Julio, argentinische Ska-Sängerin (39)
- 09. Juli: Vinnie Riccitelli, US-amerikanischer Jazzmusiker (Saxophon, Piano, Arrangement) (99)
- 09. Juli: Norman Marshall Villeneuve, kanadischer Jazzmusiker (87)
- 11. Juli: Toni Cruz, spanischer Fernsehproduzent und Sänger (78)
- 11. Juli: Raymond Guiot, französischer Flötist (94)
- 11. Juli: Reinhart von Gutzeit, deutscher Musikpädagoge (78)
- 12. Juli: Matt Keil, US-amerikanischer Bassist (39)
- 12. Juli: Max Neissendorfer, deutscher Jazzmusiker und Musikpädagoge (68)
- 12. Juli: Andreas Schröder, deutscher Organist (86)
- 13. Juli: Dave Cousins, britischer Sänger und Songwriter (80)
- 14. Juli: Eileen Fulton, US-amerikanische Schauspielerin und Sängerin (91)
- 15. Juli: Ingrid Figur, deutsche Konzert- und Oratoriensängerin (88)
- 15. Juli: Jone Takamäki, finnischer Jazzsaxophonist und Schauspieler (69)
- 16. Juli: Chris Faiumu, neuseeländischer Musiker (54)

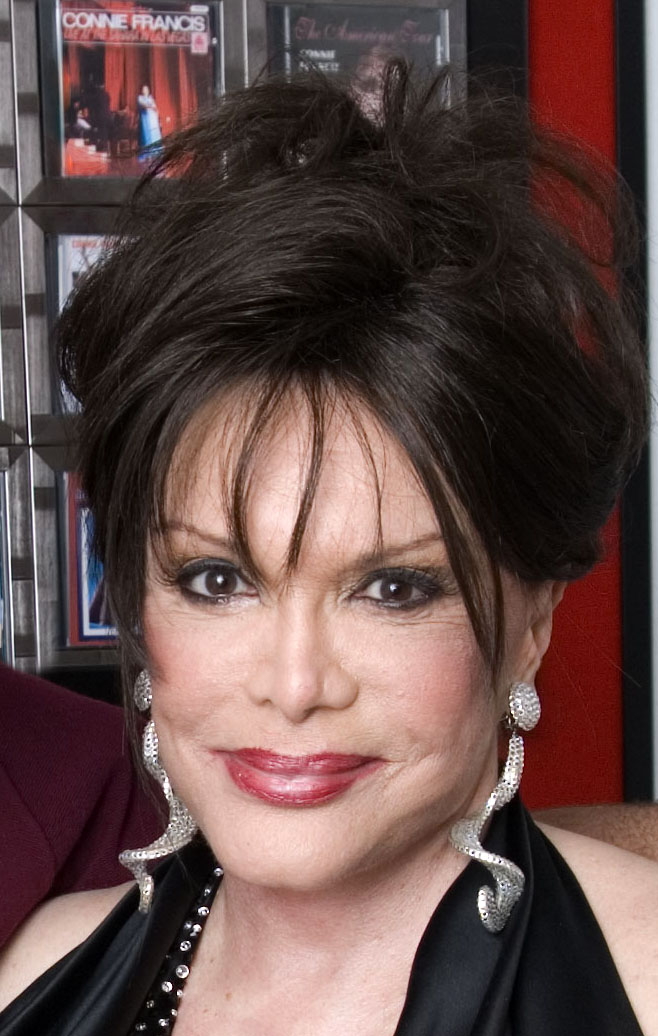
Connie Francis; † 16. Juli

- 16. Juli: Connie Francis, US-amerikanische Sängerin (87)
- 16. Juli: Gary Karr, kanadischer Kontrabassist (83)
- 17. Juli: Alan Bergman, US-amerikanischer Liedtexter und -komponist sowie Sänger (99)
- 18. Juli: Helen Cornelius, US-amerikanische Country-Sängerin (83)
- 18. Juli: Hal Galper, US-amerikanischer Jazzpianist (87)
- 18. Juli: Roger Norrington, britischer Dirigent (91)
- 19. Juli: Michael Lion, deutscher Opernsänger (69)
- 19. Juli: José Moreno Hurtado, spanischer Sänger und Humorist (81)
- 19. Juli: Béatrice Uria-Monzon, französische Opernsängerin (61)
- 20. Juli: Preta Gil, brasilianische Sängerin, Komponistin, Schauspielerin und Frauenrechtlerin (50)
- 20. Juli: Owen Gray, jamaikanischer Musiker (86)
- 21. Juli: David Rendall, britischer Opernsänger (76)
- 22. Juli: Walter Cikan, deutscher Musikproduzent (81)
- 22. Juli: Sid Kucera, Schweizer Jazzmusiker (84)

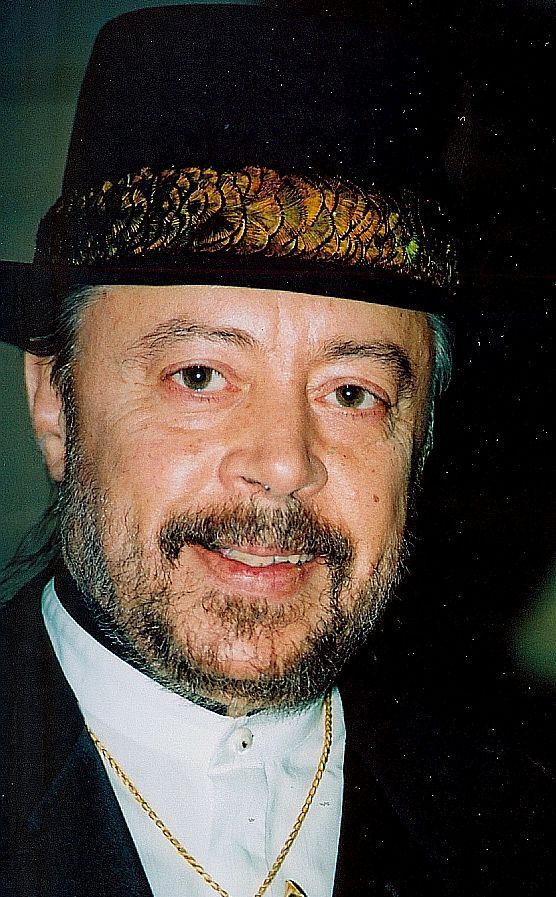
Chuck Mangione; † 22. Juli

- 22. Juli: Chuck Mangione, US-amerikanischer Flügelhornist und Komponist (84)

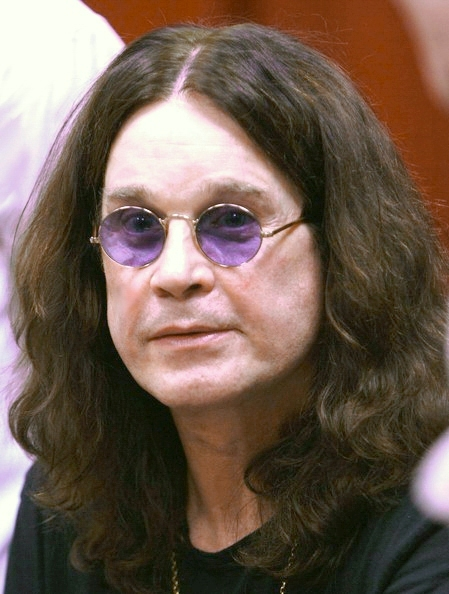
Ozzy Osbourne; † 22. Juli

- 22. Juli: Ozzy Osbourne, britischer Rockmusiker (76)
- 24. Juli: Cleo Laine, britische Jazz-Sängerin (97)
- 26. Juli: Barry Hanner, US-amerikanischer Opernsänger (89)
- 26. Juli: Pascal Krug, Schweizer Sänger (73)
- 26. Juli: Tom Lehrer, US-amerikanischer Singer-Songwriter und Mathematiker (97)
- 26. Juli: Daddy Lumba, ghanaischer Sänger, Songwriter und Produzent (60)
- 26. Juli: Ziad Rahbani, libanesischer Komponist, Pianist, Songwriter und Theaterautor (69)
- 28. Juli: Rudolfo „Popo“ Sánchez, mexikanischer Musiker (86)
- 29. Juli: Paul Day, britischer Sänger (69)
- 29. Juli: Livio Macchia, italienischer Musiker (83)
- 31. Juli: Flaco Jiménez, mexikanisch-US-amerikanischer Tex-Mex-Musiker und Akkordeonist (86)
- 31. Juli: Robert Wilson, US-amerikanischer Regisseur, Theaterautor, Maler, Lichtdesigner, Bühnenbildner, Videokünstler und Architekt (83)

### August
- 01. August: David Roach, US-amerikanischer Sänger (?)
- 01. August: Jeannie Seely, US-amerikanische Country-Sängerin und Songschreiberin (85)
- 03. August: Joe Daley, US-amerikanischer Tubist und Komponist (79)
- 04. August: Jane Morgan, US-amerikanische Sängerin (101)
- 04. August: Nick Nikitakis, griechischer Musiker, Gitarrist und Singer-Songwriter (70)
- 04. August: Terry Reid, britischer Sänger, Gitarrist und Songwriter (75)
- 05. August: Nancy King, US-amerikanische Jazzsängerin (85)
- 06. August: Eddie Palmieri, US-amerikanischer Pianist (88)
- 07. August: Osvaldo Piro, argentinischer Bandoneonist und Tangokomponist (88)
- 10. August: Bobby Whitlock, US-amerikanischer Singer-Songwriter und Keyboarder (77)
- 11. August: Choo Hoey, singapurischer Dirigent (90)
- 11. August: Celso Garrido Lecca, peruanischer Komponist (99)
- 11. August: Sheila Jordan, US-amerikanische Jazz-Sängerin (96)
- 11. August: Gabi Novak, jugoslawische bzw. kroatische Pop- und Schlagersängerin (89)
- 13. August: Mathias Grassow, deutscher Musiker (≈62)
- 15. August: Greg Iles, US-amerikanischer Schriftsteller und Musiker (65)
- 16. August: Joachim Grubich, polnischer Organist und Musikpädagoge (90)

### Genaues Todesdatum unbekannt
- AnNa R., deutsche Sängerin (55)

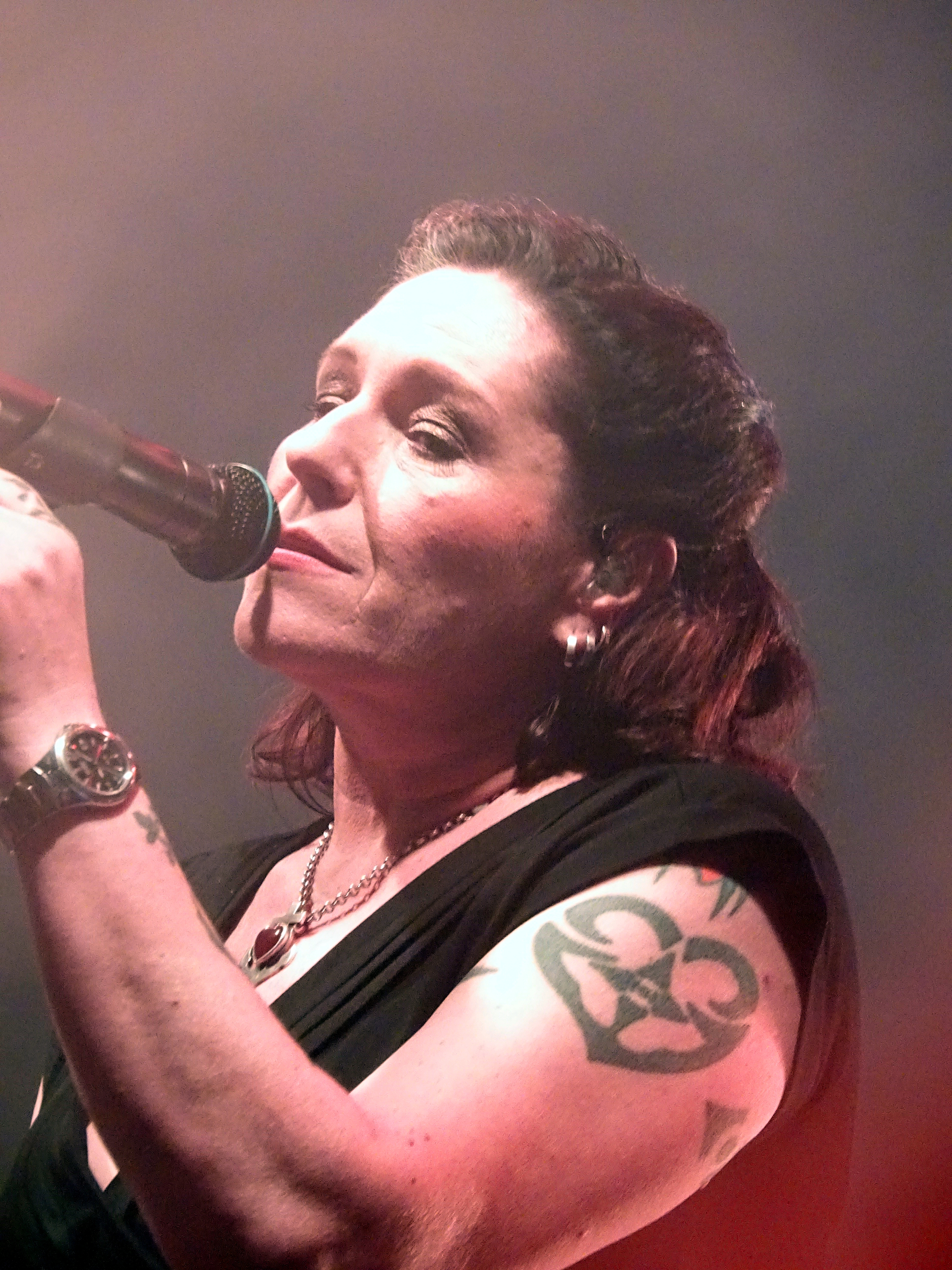
Anna R.; † 2025

- Madeleine Bart, deutsche Balletttänzerin, -meisterin und -direktorin (81)
- Giorgio Carioti, italienisch-deutscher Clubbetreiber und Veranstalter (85)
- Leanne Cowie, australische Schlagzeugerin (≈65)
- Mark Deutsch, US-amerikanischer Bassist und Sitarspieler (63)
- DJ Hazel, polnischer DJ (44)
- Peter „Fluid“ Forrest, US-amerikanischer Sänger (64)
- Markus Gleim, deutscher Sänger und Gitarrist (≈57)
- Chris Hager, US-amerikanischer Gitarrist (67)
- Matt Keil, US-amerikanischer Bassist (?)
- George Kooymans, niederländischer Rockmusiker (77)
- Michael „Michi“ Kraus, deutscher Schlagzeuger (39)
- Poli Palmer, britischer Musiker (82)
- Massimo Paris, italienischer Violinist, Komponist, Dirigent und Musikpädagoge (≈72)
- Coburn Pharr, kanadischer Sänger (62)
- Paul Shearsmith, britischer Musiker, Architekt und Instrumentenbauer (≈79)
- Milko Šparemblek, jugoslawischer Balletttänzer und Choreograph (96)
- Ragne Wahlquist, schwedischer Sänger und Musiker (69)
- Wheesung, südkoreanischer Sänger (43)
- Horst Weidenmüller, Schweizer Musikproduzent (60)
- Drew Zingg, US-amerikanischer Gitarrist (68)